# 訃報 2021年9月
訃報 2021年9月（ふほう 2021ねん9がつ）では、2021年9月に物故した、又は物故が報じられた人物について纏める。

## 1日 - 15日

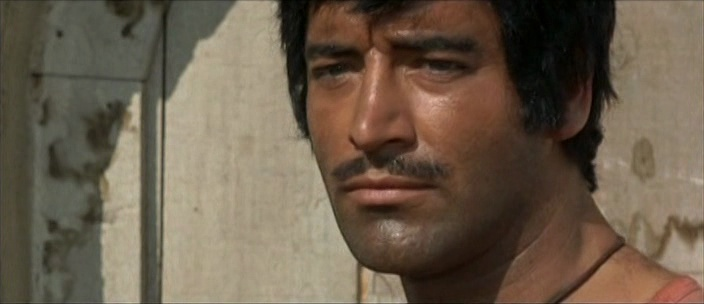
ジョージ・マーティン／9月1日没

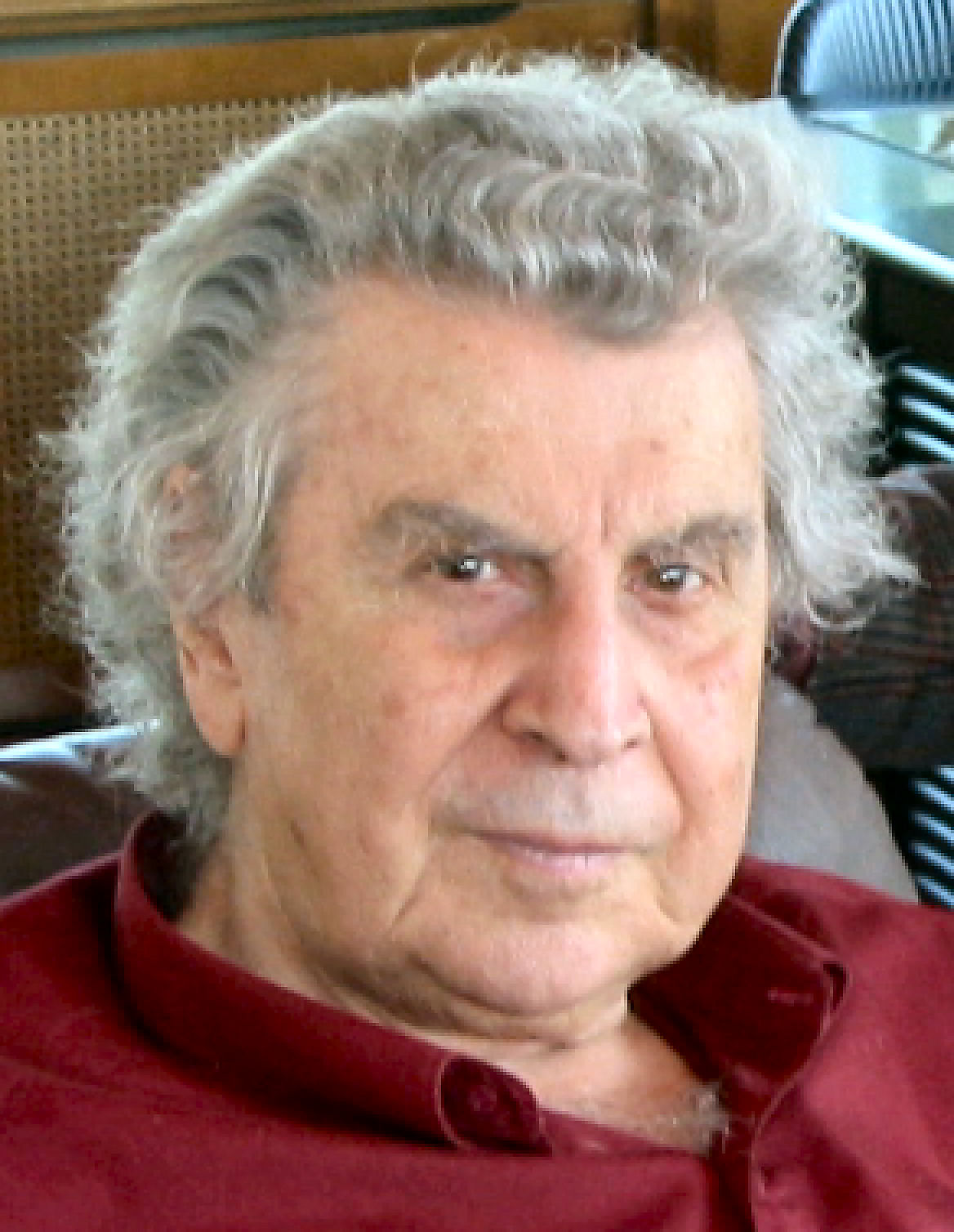
ミキス・テオドラキス／9月2日没

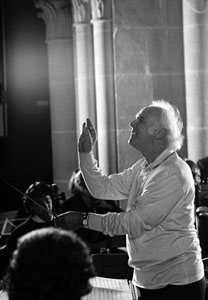
ミシェル・コルボ／9月2日没

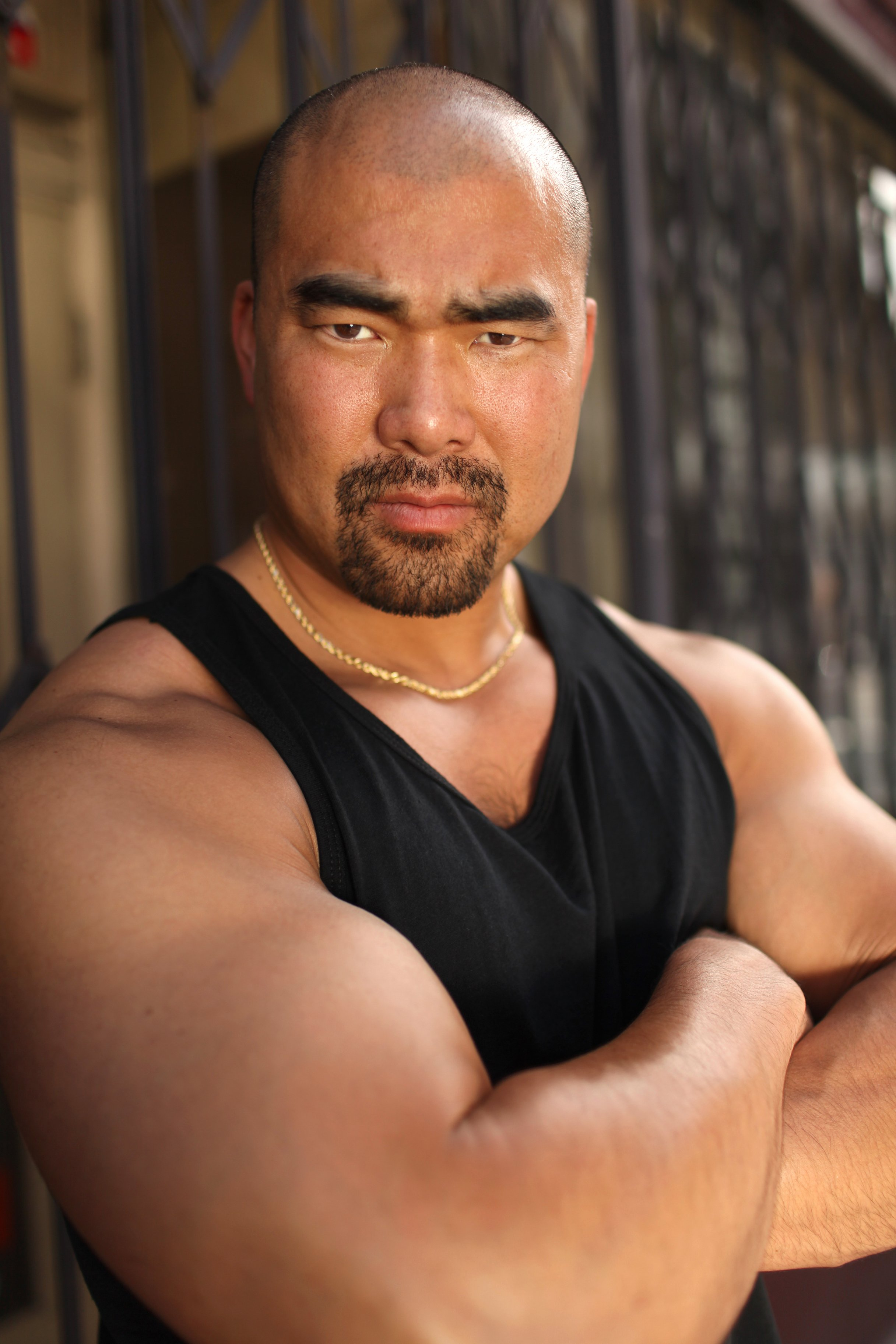
ケイジ・サコダ／9月2日没

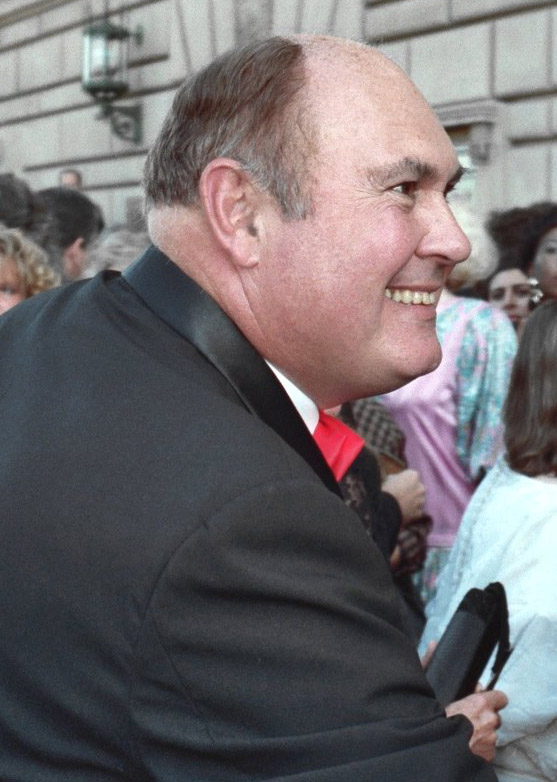
ウィラード・スコット／9月4日没

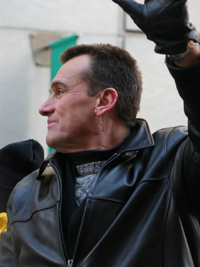
トーンチ・イルキン／9月4日没

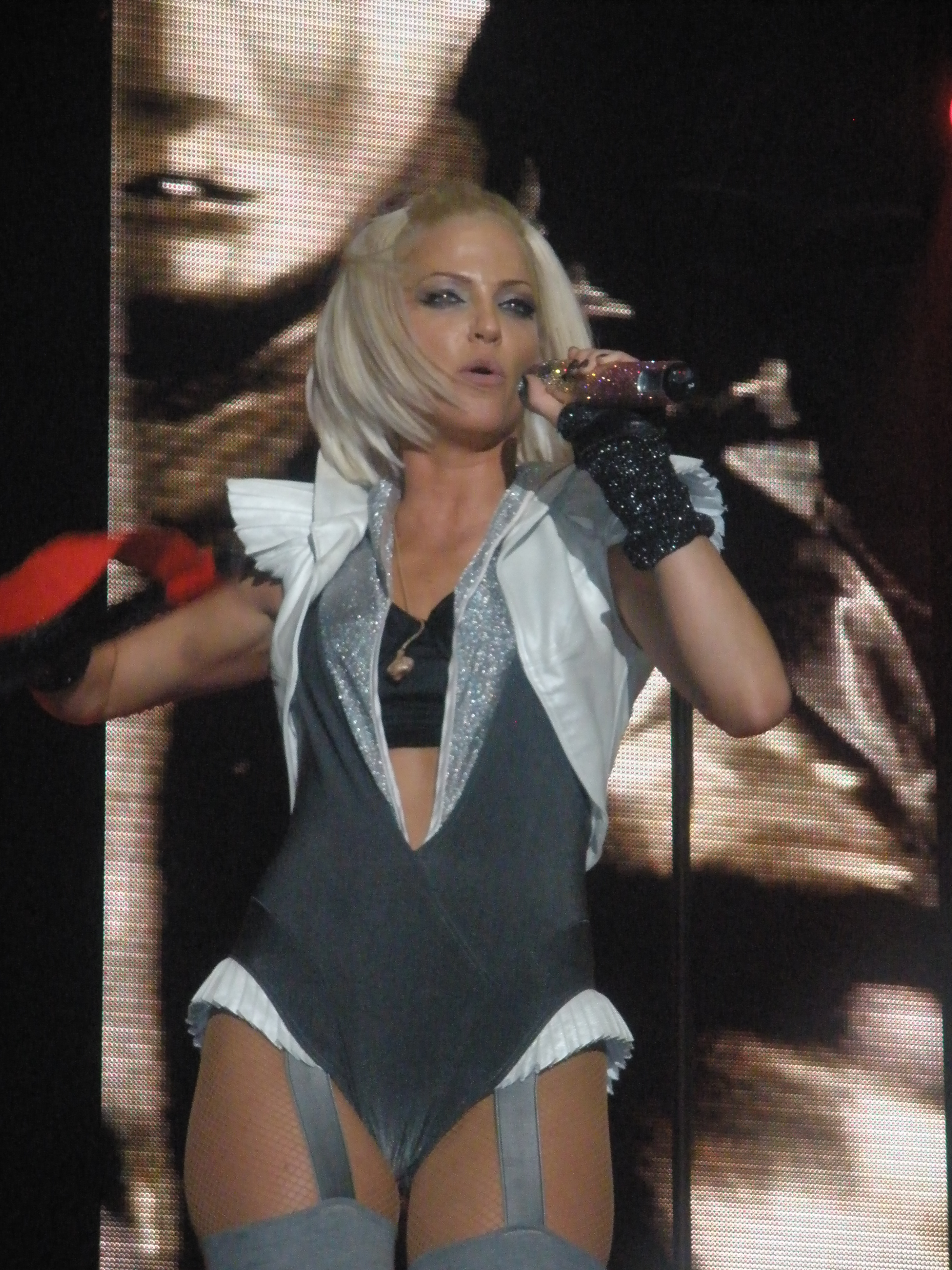
サラ・ハーディング／9月5日没

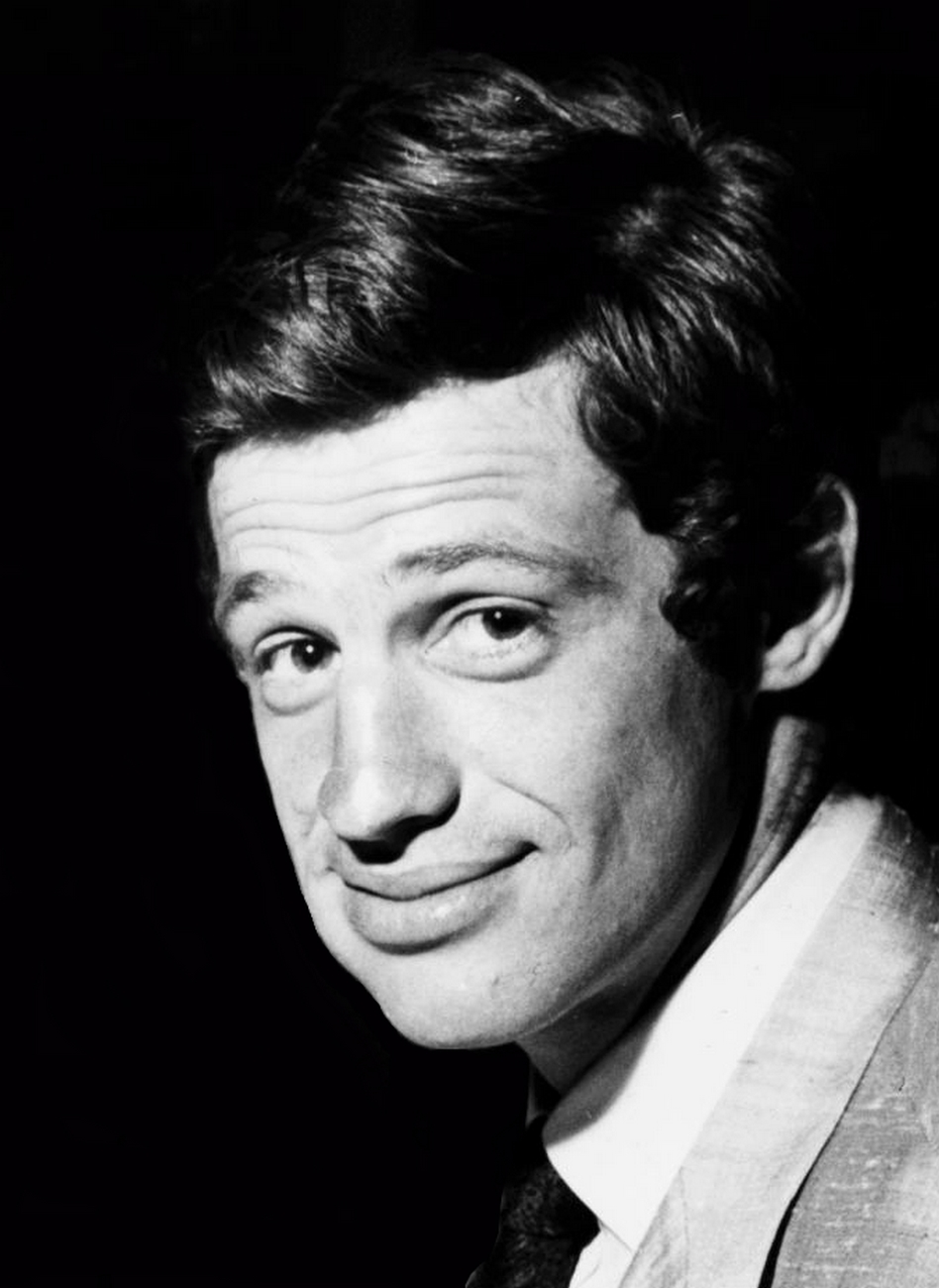
ジャン＝ポール・ベルモンド／9月6日没

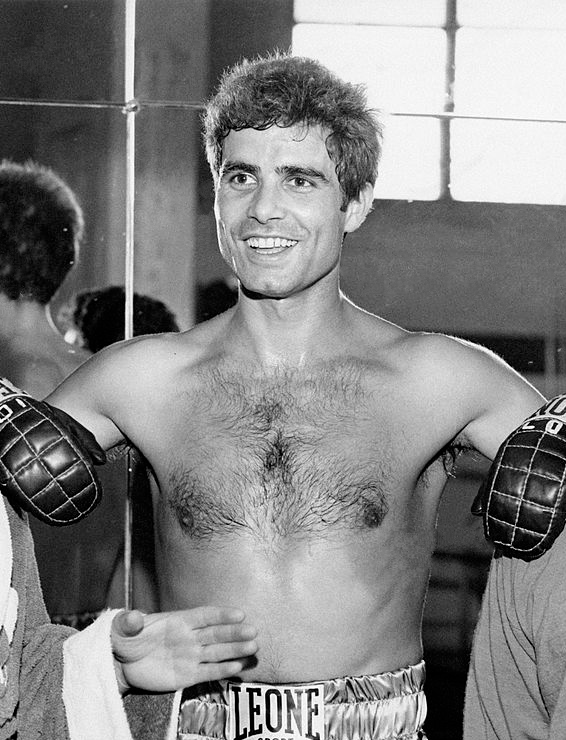
ニーノ・カステルヌオーヴォ／9月6日没

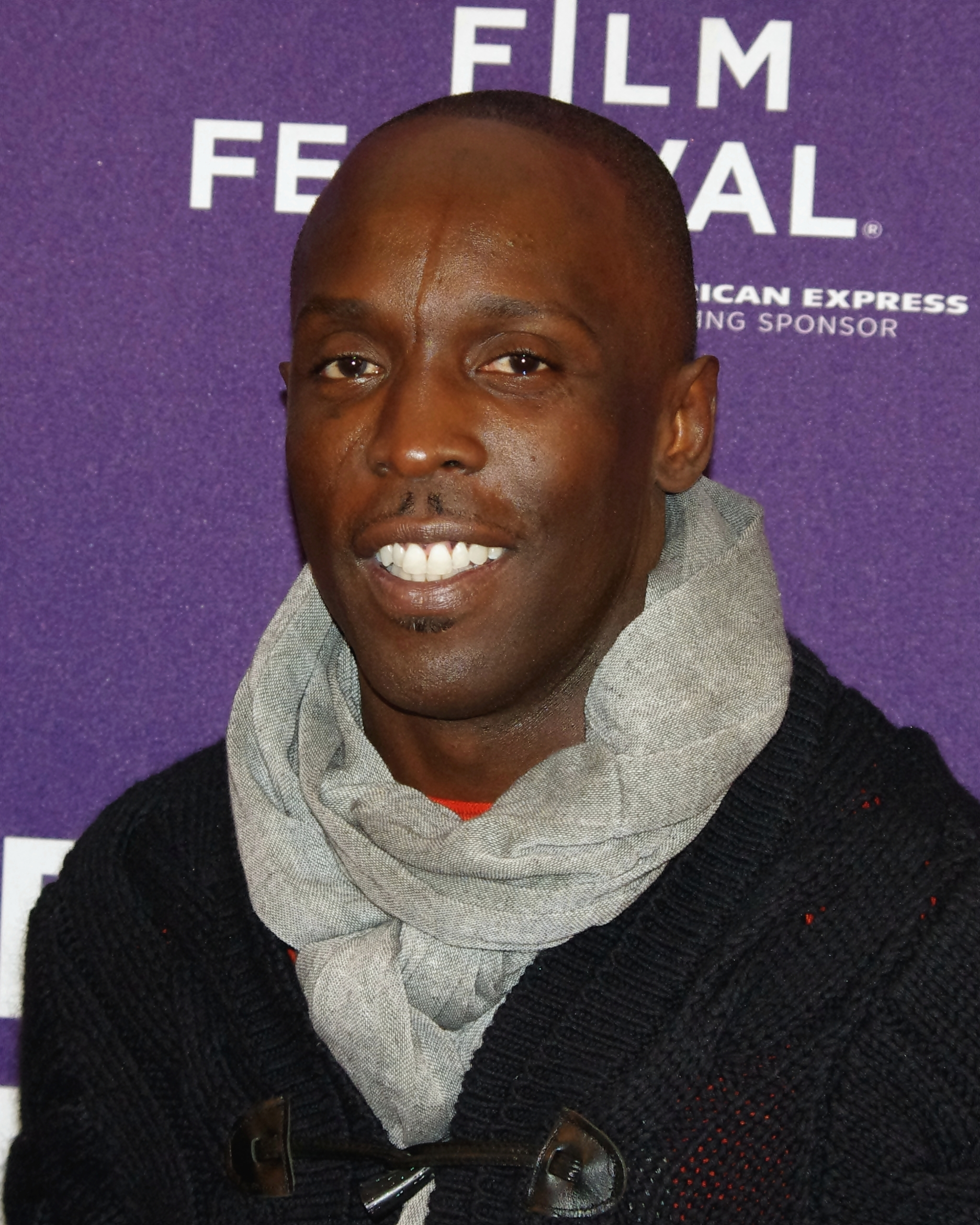
マイケル・ケネス・ウィリアムズ／9月6日没

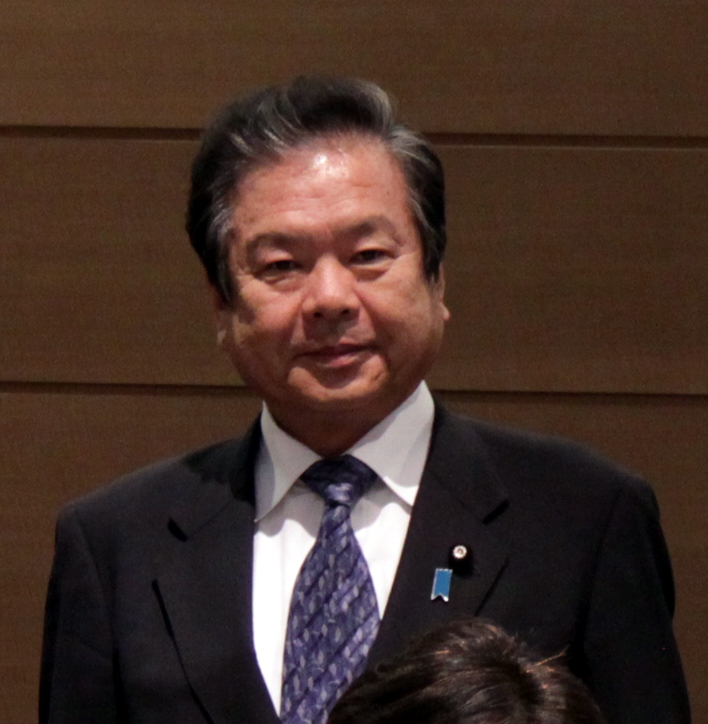
北川イッセイ／9月7日没

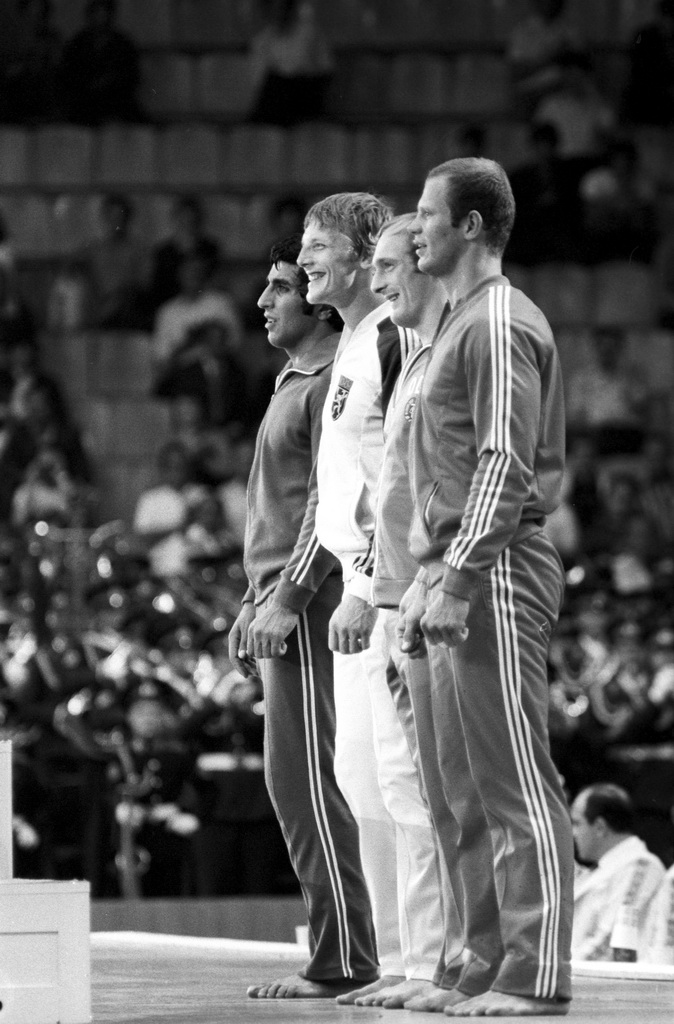
ディートマー・ローレンツ（右から2番目）／9月8日没

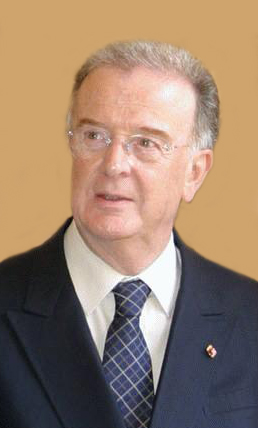
ジョルジェ・サンパイオ／9月10日没

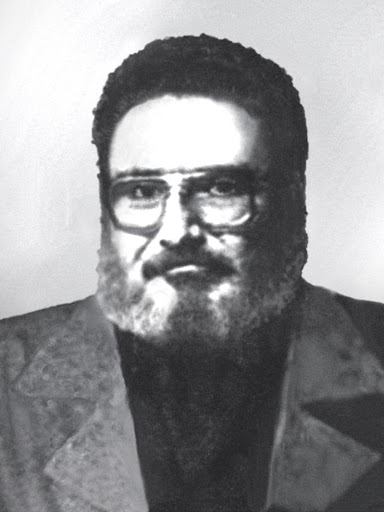
アビマエル・グスマン／9月11日没

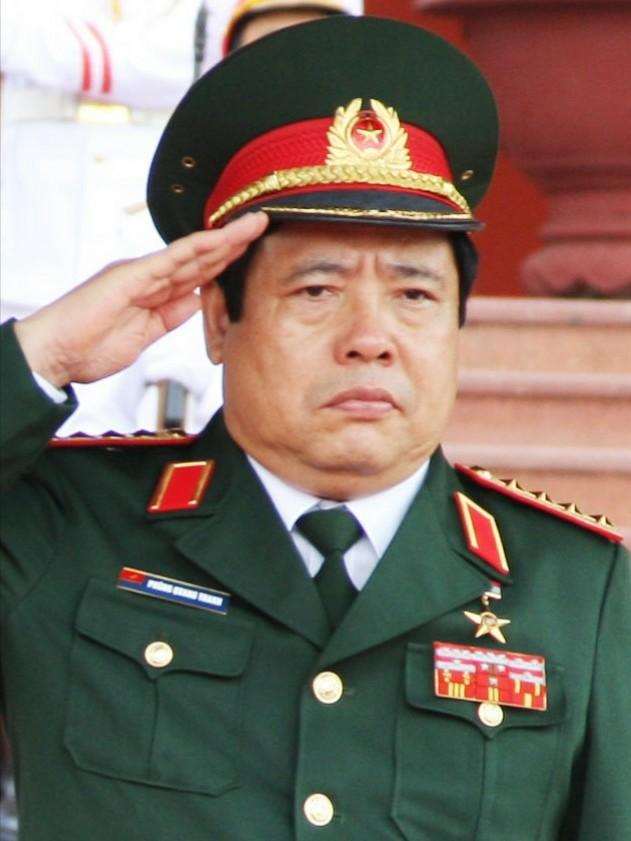
フン・クアン・タイン／9月11日没

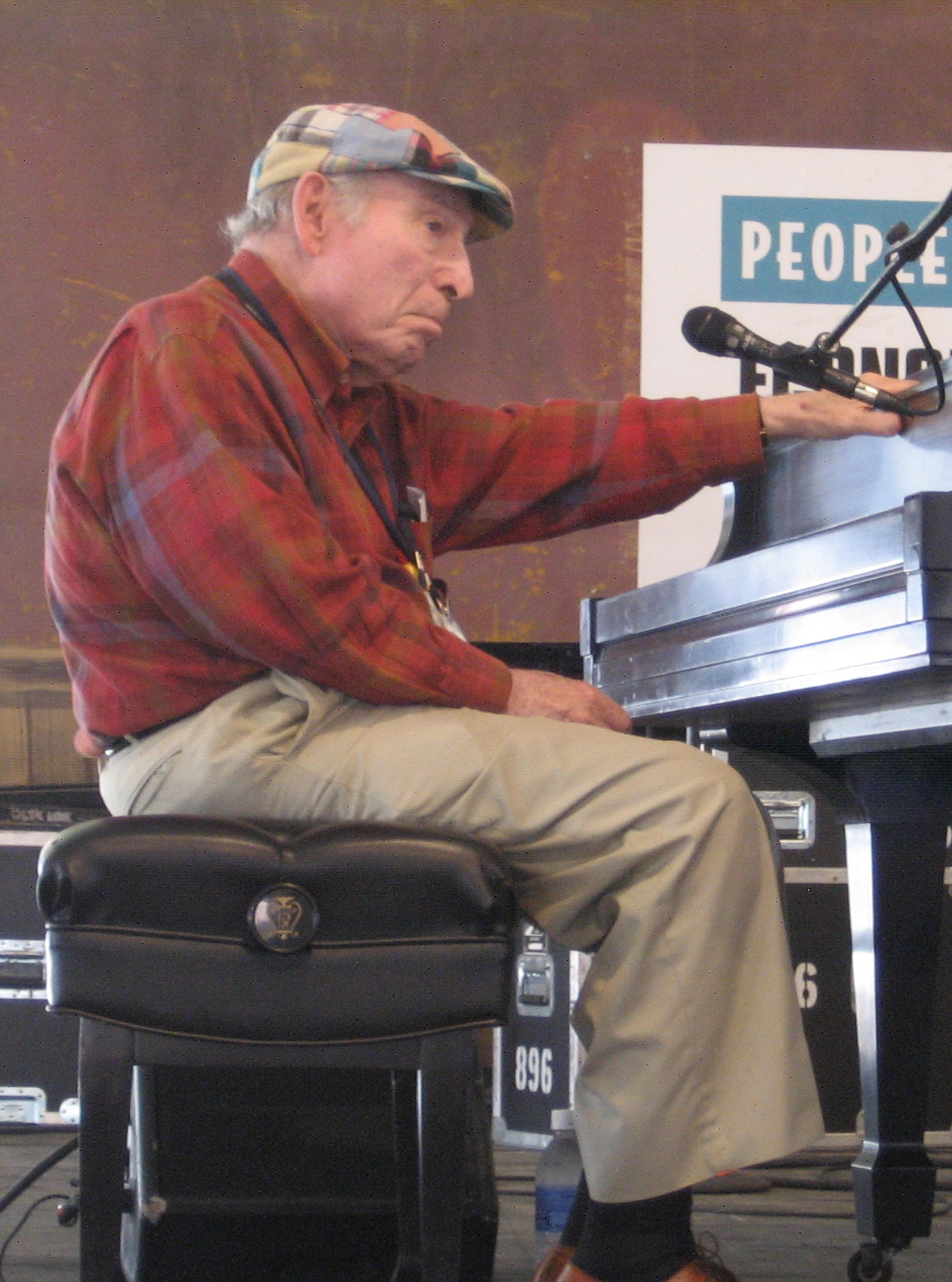
ジョージ・ウェイン／9月13日没

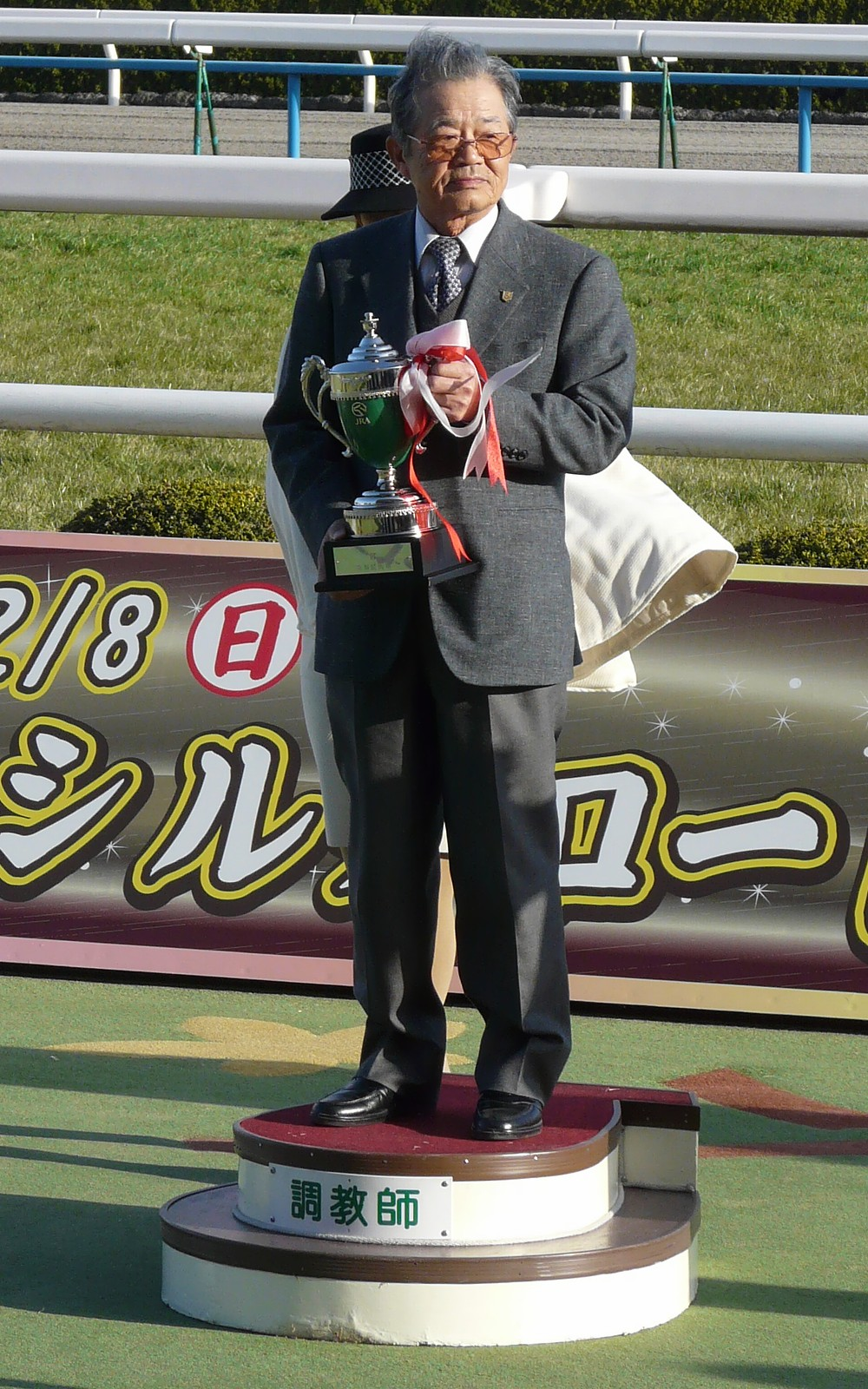
野村彰彦／9月13日没

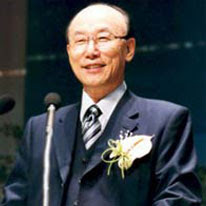
趙鏞基／9月14日没

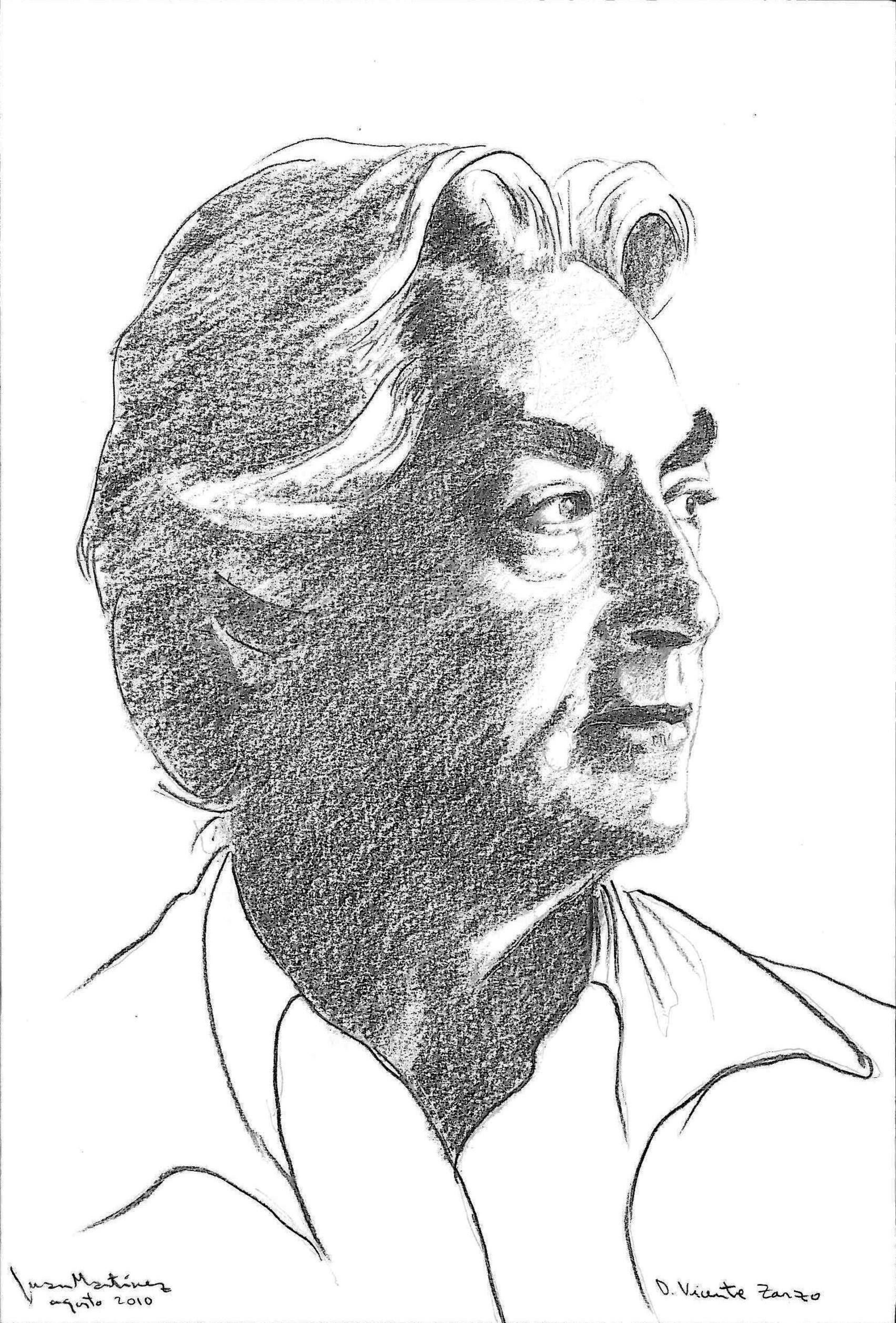
ビセンテ・サルソ／9月14日没

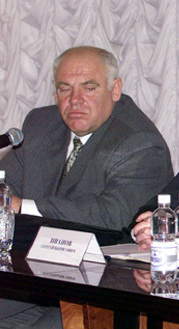
ヴィクトル・カザンツェフ／9月14日没

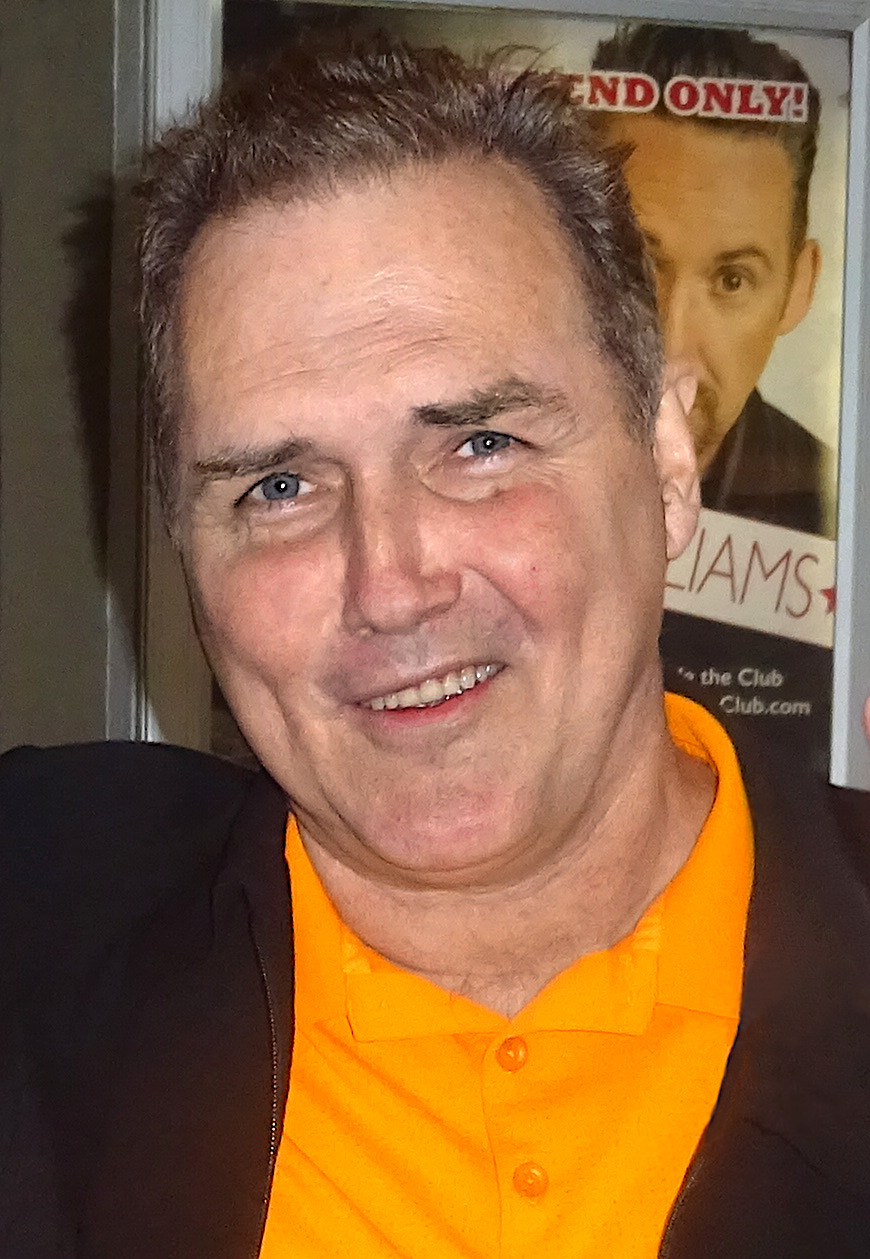
ノーム・マクドナルド／9月14日没

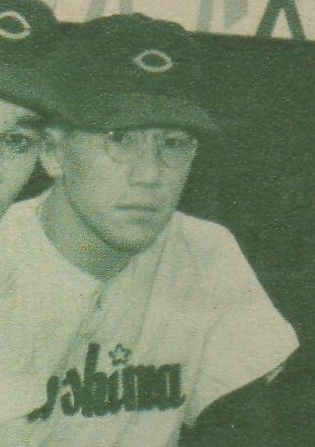
平山智／9月15日没

- 9月1日 - 齋藤二郎、日本の彫刻家（* 1927年?）[1]
- 9月1日 - サイード・アリ・ギーラニ（英語版）、インドのジャンムー・カシミール連邦直轄領分離独立運動指導者（* 1929年）[2]
- 9月1日 - ジャン＝ドニ・ブルダン（英語版）、フランスの弁護士、小説家、アカデミー・フランセーズ席次第3番（* 1929年）[3]
- 9月1日 - 高橋功宜、日本の音楽学者、岩手大学名誉教授（* 1930年）[4]
- 9月1日 - 内橋克人、日本の経済評論家（* 1932年）[5]
- 9月1日 - キャロル・フラン、アメリカ合衆国のソウルミュージックシンガー、ピアニスト、ソングライター（* 1933年）[6]
- 9月1日 - 阿保郁夫、日本の音楽プロデューサー、タンゴ歌手（* 1937年）[7]
- 9月1日 - ジョージ・マーティン、スペインの俳優（* 1937年）[8]
- 9月1日 - 折田育造、日本の音楽プロデューサー、ポリドール社長（* 1949年）[9]
- 9月1日 - 布施孝之、日本の実業家、キリンビール社長（* 1960年）[10]
- 9月1日 - ダフニー・ウンガー（英語版）、アメリカ合衆国の元プロレスラー、元WCWクルーザー級王者（* 1975年）[11]
- 9月2日 - ミキス・テオドラキス、ギリシャの作曲家、政治家（* 1925年）[12]
- 9月2日 - 茅野実、日本の銀行家、元八十二銀行頭取（* 1933年）[13]
- 9月2日 - ミシェル・コルボ、スイスの指揮者（* 1934年）[14]
- 9月2日 - アイディン・イブラヒモフ（英語版）、アゼルバイジャンの元アマチュアレスリング選手、1964年東京オリンピックフリースタイルバンタム級銅メダリスト（* 1938年）[15]
- 9月2日 - 下稲葉康之、日本の医師（* 1938年）[16]
- 9月2日 - イ・スミ（朝鮮語版）、韓国の歌手（* 1952年）[17]
- 9月2日 - 高橋ヨーカイ、日本のベーシスト（* 1952年?）[18]
- 9月2日 - スティーブ・ローラー（英語版）、アメリカ合衆国の元プロレスラー・トレーナー（* 1965年）[19]
- 9月2日 - ケイジ・サコダ、アメリカ合衆国のプロレスラー（* 1972年）[20]
- 9月3日 - 宮城健一、日本の政治家、元沖縄県浦添市長（* 1933年）[21]
- 9月3日 - 湖城英知、日本の銀行家、元沖縄海邦銀行頭取（* 1934年）[22]
- 9月3日 - 諫山正、日本の経済学者、新潟青陵大学元学長（* 1935年）[23]
- 9月3日 - 澤井信一郎、日本の映画監督（* 1938年）[24]
- 9月3日 - 森真、日本の政治家、元岐阜県各務原市長（* 1940年）[25]
- 9月4日 - 武田恒夫、日本の美術史家、大阪大学名誉教授（* 1925年）[26]
- 9月4日 - 昆宰市、日本の医学者、岩手大学名誉教授（* 1931年）[27]
- 9月4日 - ウィラード・スコット、アメリカ合衆国の天気予報士、道化師、ドナルド・マクドナルドのモデルとなった人物（* 1934年）[28]
- 9月4日 - ゲルハルト・エルバー（英語版）、ドイツのピアニスト（* 1934年）[29]
- 9月4日 - ヨルク・シュライヒ、ドイツの構造エンジニア（* 1934年）[30]
- 9月4日 - トーンチ・イルキン、トルコ出身のアメリカ合衆国の元アメリカンフットボール選手・解説者（* 1957年）[31]
- 9月4日 - 林和弘、日本の競馬調教師【ホッカイドウ競馬所属】（* 1964年）[32]
- 9月5日 - 鍾任壁（中国語版）、台湾の布袋戯人形使い（* 1932年）[33]
- 9月5日 - 鬼沢慶一、日本の芸能ジャーナリスト（* 1932年）[34]
- 9月5日 - ジヴコ・ラディシッチ（英語版）、ボスニア・ヘルツェゴビナの政治家、第2代大統領評議会議長（* 1937年）[35]
- 9月5日 - イオン・カラミトル（英語版）、ルーマニアの俳優、政治家、元文化大臣（* 1942年）[36]
- 9月5日 - リッキー・リー・レイノルズ（英語版）、アメリカ合衆国のギタリスト、元オーク・アーカンソー（英語版）メンバー（* 1949年）[37]
- 9月5日 - ヤン・ヘッカー（英語版）、ドイツの外交官、駐中国大使（* 1967年）[38]
- 9月5日 - モハンマド・ファヒーム・ダシュティ（英語版）、アフガニスタンのジャーナリスト、民族レジスタンス戦線報道官（* 1973年）[39]
- 9月5日 - サラ・ハーディング、イギリスの歌手、女優、ガールズ・アラウドメンバー（* 1981年）[40]
- 9月5日 - クォン・スンウク（朝鮮語版）、韓国のミュージック・ビデオ監督（* 1983年）[41]
- 9月6日 - 呉炳学、朝鮮出身の画家（* 1924年）[42]
- 9月6日 - ジャン＝ポール・ベルモンド、フランスの俳優（* 1933年）[43]
- 9月6日 - ニーノ・カステルヌオーヴォ、イタリアの俳優（* 1936年）[44]
- 9月6日 - ジャン＝ピエール・アダムス（英語版） - フランスの元サッカー選手（* 1948年）[45]
- 9月6日 - マイケル・ケネス・ウィリアムズ、アメリカ合衆国の俳優（* 1966年）[46]
- 9月6日 - ベニー・ピート（英語版）、アメリカ合衆国のスーザフォン奏者、ザ・ホット8ブラス・バンド（英語版）メンバー（* 1976年）[47]
- 9月6日 - 新体操会社、日本の漫画家（* 生年不詳）[48]
- 9月7日 - 色川大吉、日本の歴史家、東京経済大学名誉教授（* 1925年）[49]
- 9月7日 - 山本暎一、日本のアニメーション監督、脚本家（* 1932年）[50]
- 9月7日 - 仲里松子、日本の舞台女優（* 1934年）[51]
- 9月7日 - 浦野省吾、日本の実業家、元ニチロ（現マルハニチロ）社長（* 1925年?）[52]
- 9月7日 - 北川イッセイ、日本の政治家、自由民主党元参議院議員（* 1942年）[53]
- 9月7日 - ジャハーンギール・バット（英語版）、パキスタンの元フィールドホッケー選手、1968年メキシコシティーオリンピック金メダリスト（* 1942年）[54]
- 9月7日 - ビル・ホワイト、アメリカ合衆国の元プロレスラー（* 1945年）[55]
- 9月7日 - 那須耕介、日本の法哲学者、京都大学教授（* 1967年）[56]
- 9月7日 - タンワー・ラーシータヌー、タイ王国のシンガーソングライター（* 1970年）[57]
- 9月8日 - 深澤弘、日本のアナウンサー（元東北放送・ニッポン放送所属）、元新潟県民エフエム放送東京支社長（* 1936年）[58]
- 9月8日 - アート・メトラーノ、アメリカ合衆国のコメディアン、俳優（* 1936年）[59]
- 9月8日 - 今川正美、日本の政治家、社会民主党元衆議院議員（* 1947年）[60]
- 9月8日 - ディートマー・ローレンツ、ドイツの柔道家、1980年モスクワオリンピック無差別級金メダリスト（* 1950年）[61]
- 9月8日 - アレクサンドル・メルニク（ロシア語版）、ロシアの映画監督、脚本家（* 1958年）[62]
- 9月8日 - エブゲニー・ジニチェフ、ロシアの軍人、政治家、非常事態相（* 1966年）[63]
- 9月9日 - エイミー・ホーキンス（英語版）、イギリスのスーパーセンテナリアン、TikToker（* 1911年）[64][65]
- 9月9日 - 毛利秀高、日本の言語学者、青山学院大学名誉教授（* 1933年）[66]
- 9月9日 - 鈴木勇士、日本のアニメーション監督（* 生年不明）[67]
- 9月10日 - 福山諦法、日本の曹洞宗僧侶、元曹洞宗管長、永平寺第79世貫主（* 1932年）[68]
- 9月10日 - ジョルジェ・サンパイオ、ポルトガルの政治家、第18代大統領（* 1939年）[69]
- 9月10日 - マイケル・チャップマン（英語版）、イギリスのシンガーソングライター（* 1941年）[70]
- 9月10日 - シャルル・コナン・バニー、コートジボワールの政治家、第7代首相（* 1942年）[71]
- 9月10日 - ロジャー・ニューウェル（英語版）、アメリカ合衆国のベーシスト、レインボー・フォリー（英語版）メンバー（* 1948年）[72]
- 9月11日 - アビマエル・グスマン、ペルーのテロリスト、センデロ・ルミノソ最高指導者（* 1934年）[73]
- 9月11日 - 碓井哲雄、日本の陸上競技指導者・元選手、神奈川工科大学陸上部監督、元中央大学コーチ・本田技研工業陸上部監督（* 1941年）[74][75]
- 9月11日 - フン・クアン・タイン、ベトナムの軍人、政治家、元国防大臣・人民軍参謀総長（* 1949年）[76]
- 9月11日 - 江尻良文、日本のスポーツジャーナリスト、夕刊フジ編集委員（* 1949年）[77]
- 9月11日 - マリア・メンディオラ（英語版）、スペインの歌手、バカラ（英語版）メンバー（* 1952年）[78]
- 9月12日 - 田中耕三、日本の銀行家、元山口銀行頭取（* 1926年）[79]
- 9月12日 - 高橋一郎、日本の実業家、元埼玉新聞社社長（* 1930年?）[80]
- 9月12日 - 岩崎満夫、日本の実業家、元岩崎電気社長（* 1932年?）[81]
- 9月12日 - 木口宣昭、日本のアマチュアレスリング選手・指導者、総合格闘技指導者（* 1944年）[82]
- 9月12日 - 大久保一久、日本のフォークシンガーソングライター、フォークデュオ「風」のメンバー（* 1950年）[83]
- 9月12日 - 升本喜郎、日本の弁護士（* 1962年）[84]
- 9月13日 - アントニー・ヒューイッシュ、イギリスの電波天文学者、ノーベル物理学賞受賞者（* 1924年）[85]
- 9月13日 - ジョージ・ウェイン、アメリカ合衆国のジャズプロモーター、ニューポート・ジャズ・フェスティバル創始者（* 1925年）[86]
- 9月13日 - ボリサヴ・ヨヴィッチ、ユーゴスラビアとセルビアの政治家、外交官、経済学者、第14代ユーゴスラビア社会主義連邦共和国大統領（* 1928年）[87]
- 9月13日 - 江頭啓輔、日本の実業家、元野村証券常務、元三菱ふそうトラック・バス代表取締役会長（* 1932年）[88]
- 9月13日 - トムヤンティ、タイの小説家（* 1936年）[89]
- 9月13日 - 和泉正敏、日本の彫刻家（* 1938年）[90]
- 9月13日 - 野村彰彦、日本の元競馬調教師、元騎手【日本中央競馬会所属】（* 1943年）[91]
- 9月13日 - ロバート・エンヤート（英語版）、アメリカ合衆国のラジオパーソナリティ（* 1959年）[92]
- 9月13日 - 野田貢、日本のキックボクサー（* 1980年）[93]
- 9月14日 - ルーベン・クラマー（英語版）、アメリカ合衆国のゲームデザイナー（* 1922年）[94]
- 9月14日 - 趙鏞基、韓国の牧師、汝矣島純福音教会創立者（* 1936年）[95]
- 9月14日 - ビセンテ・サルソ、スペインのホルン奏者（* 1938年）[96]
- 9月14日 - 鏡丈二、日本の漫画原作者（* 1940年?）[97]
- 9月14日 - ヴィクトル・カザンツェフ、ロシアの軍人、政治家、元南部連邦管区大統領全権代表（* 1946年）[98]
- 9月14日 - 龍劭華（中国語版）、台湾の俳優（* 1953年）[99]
- 9月14日 - ユーリ・セディフ、ウクライナ出身の元陸上競技選手、1976年モントリオール・1980年モスクワオリンピックハンマー投げ金メダリスト（* 1955年）[100]
- 9月14日 - ノーム・マクドナルド、カナダ出身の俳優（* 1959年）[101]
- 9月14日 - 小倉めぐみ、日本の作詞家（* 1960年）[102]
- 9月14日 - 田中浩子、日本の経営学者、立命館大学教授（* 1965年）[103]
- 9月15日 - 深見けん二、日本の俳人（* 1922年）[104]
- 9月15日 - 平山智、アメリカ合衆国の元野球選手・指導者・スカウト【広島カープ所属】（* 1930年）[105]

## 16日 - 30日

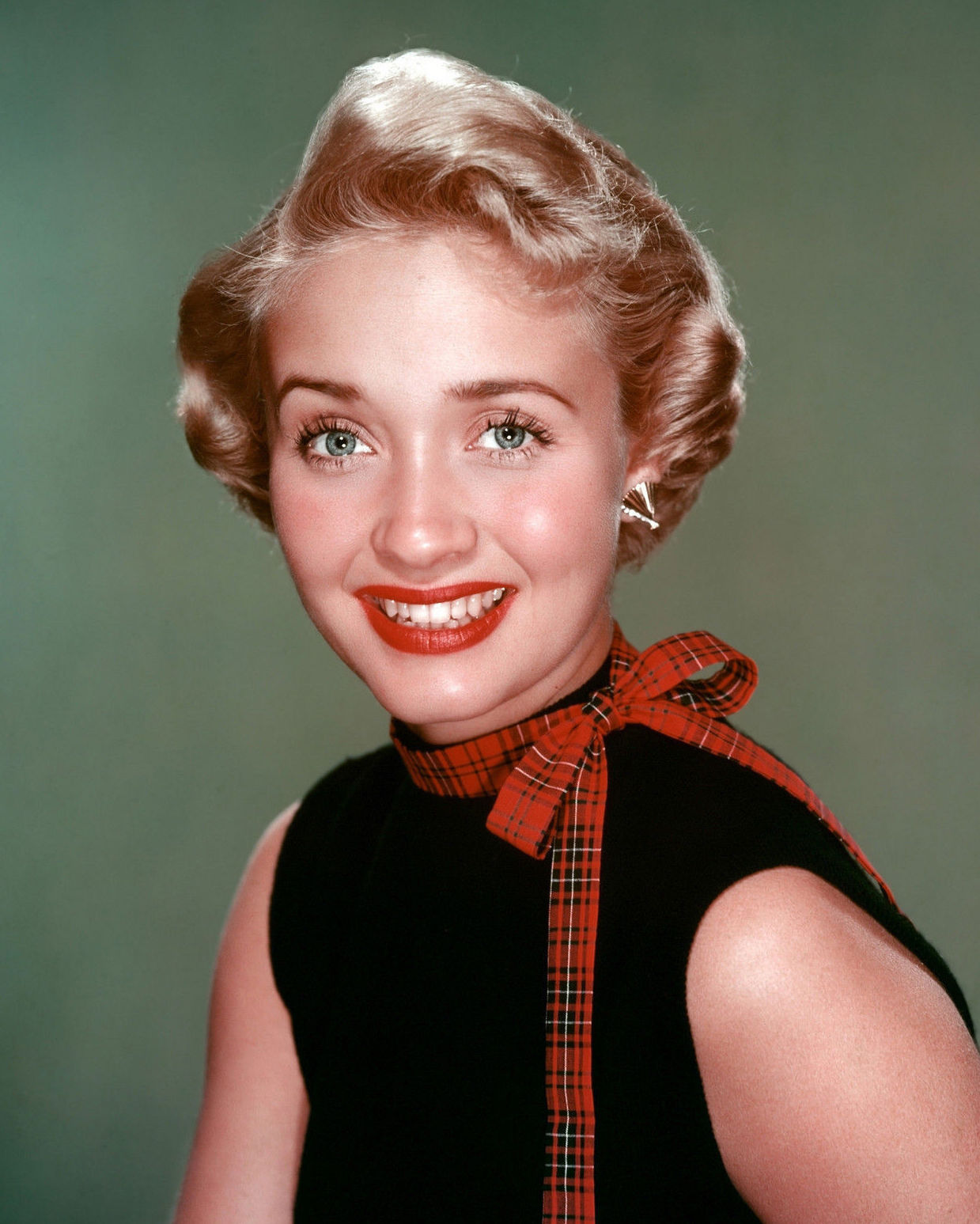
ジェーン・パウエル／9月16日没

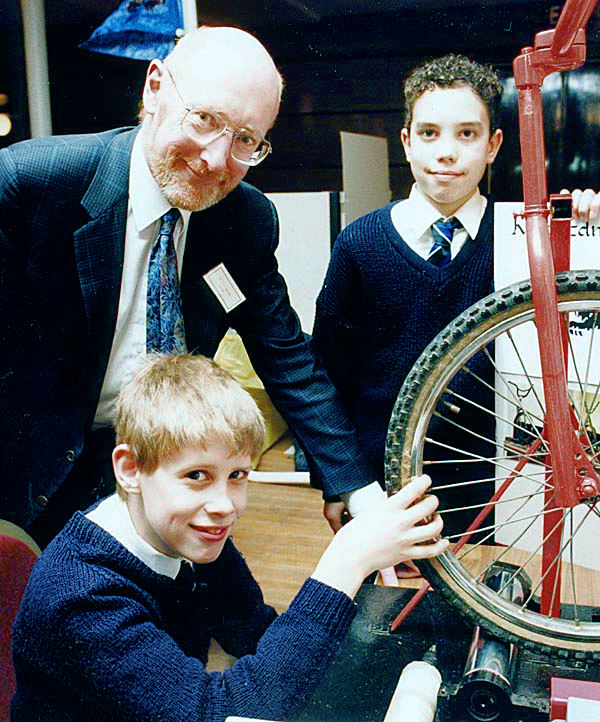
クライブ・シンクレア／9月16日没

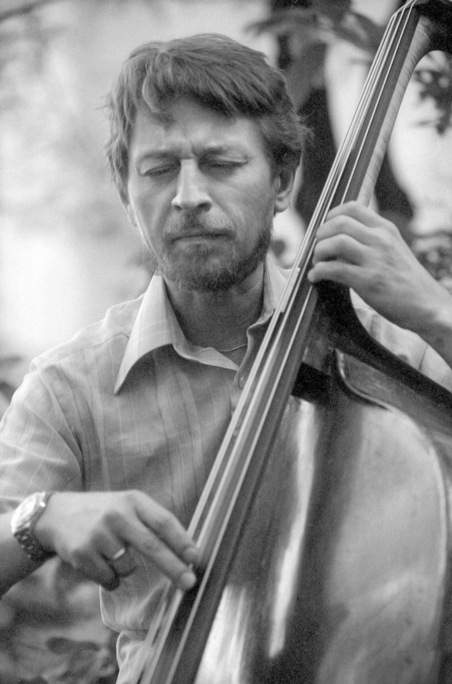
ジョージ・ムラーツ／9月16日没

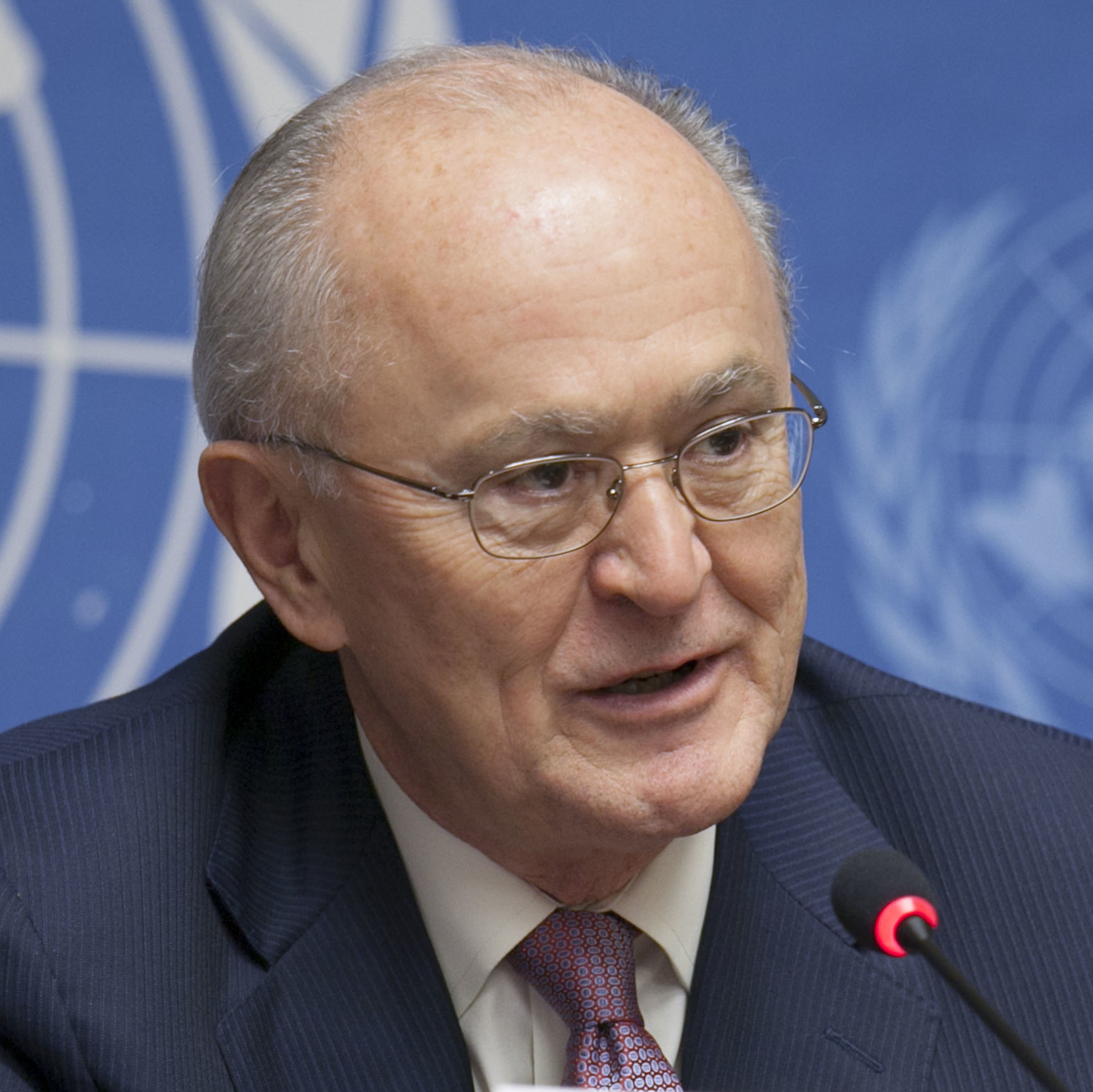
ジョン・ラギー／9月16日没

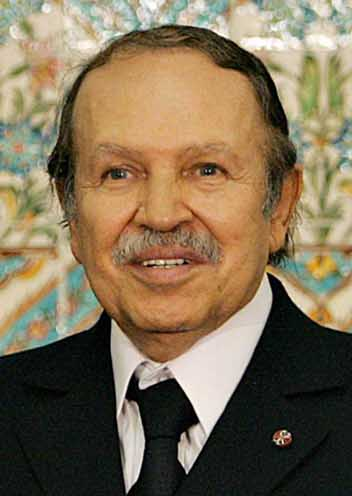
アブデルアジズ・ブーテフリカ／9月17日没

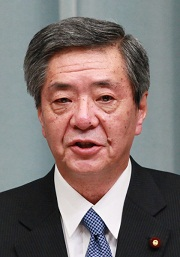
竹下亘／9月17日没

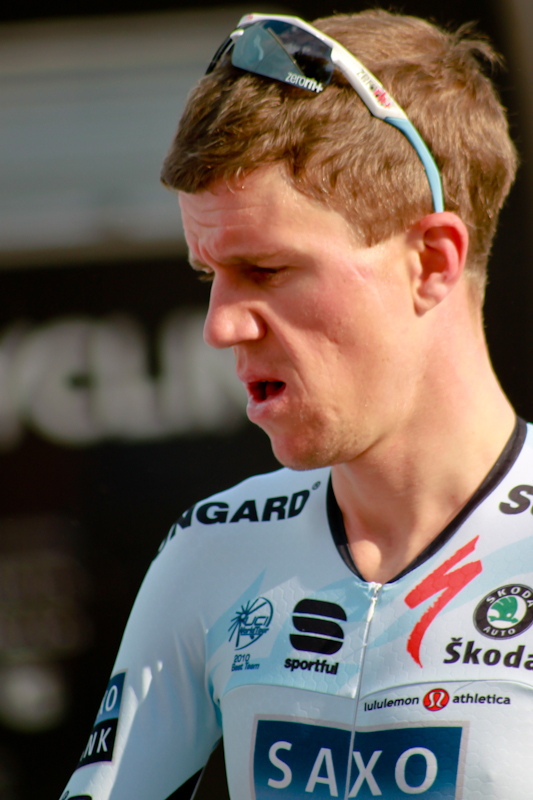
クリス・アンカー・セレンセン／9月18日没

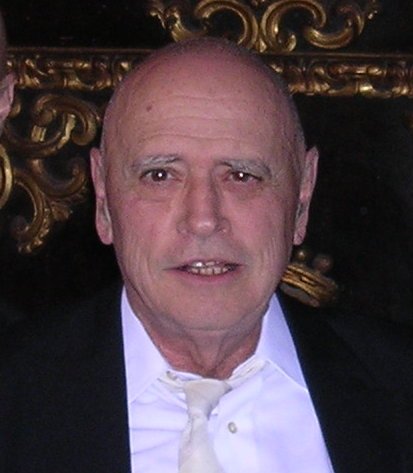
シルヴァーノ・ブッソッティ／9月19日没

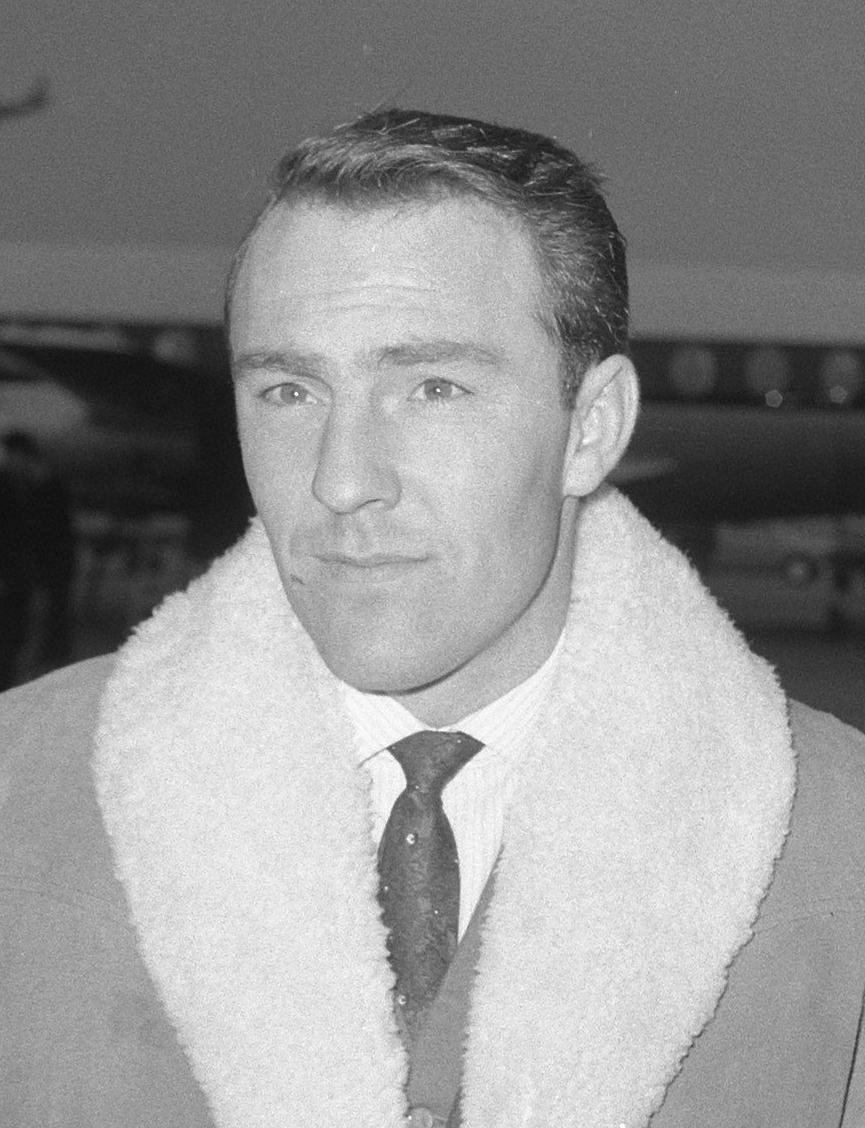
ジミー・グリーブス／9月19日没

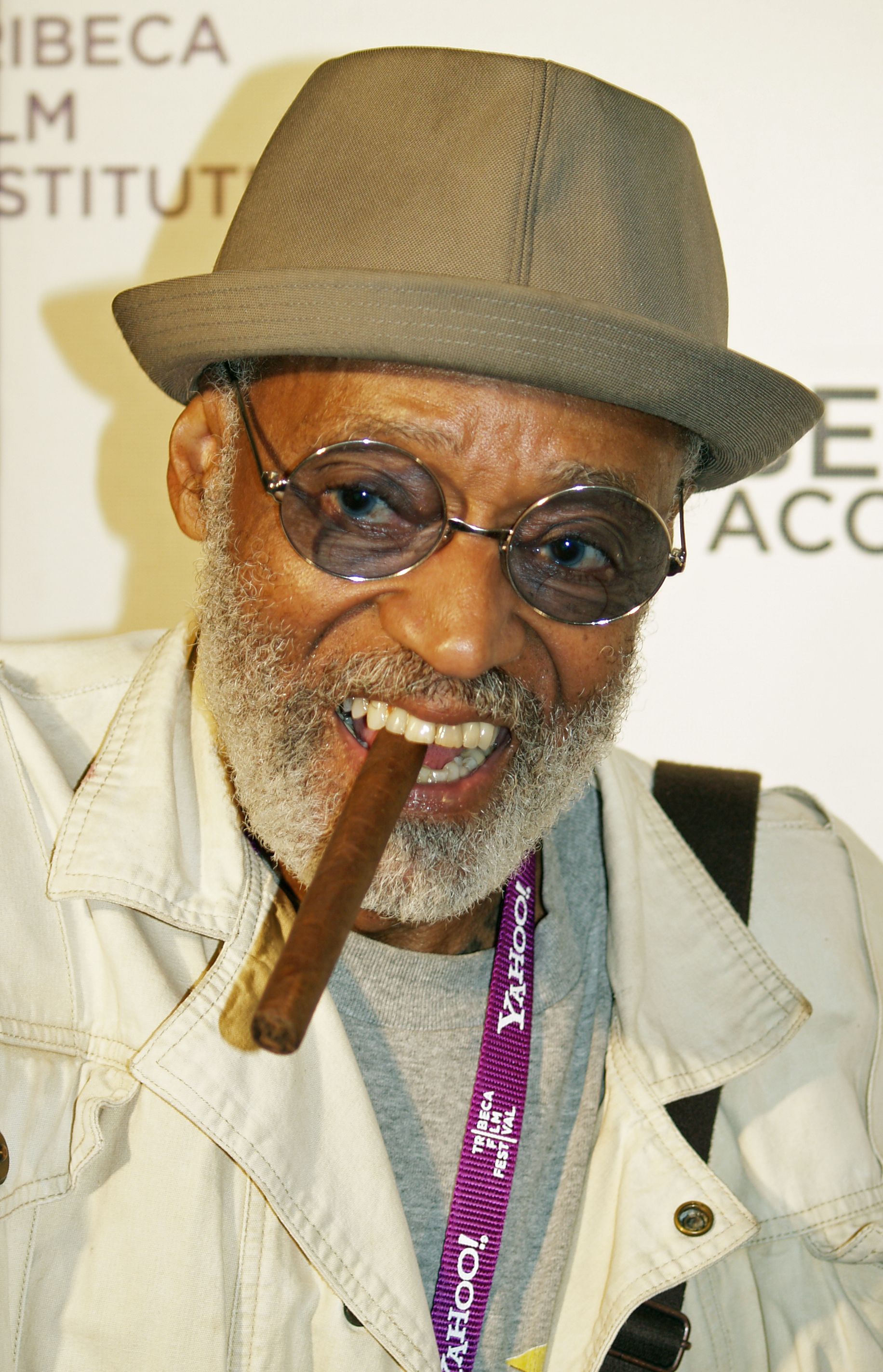
メルヴィン・ヴァン・ピーブルズ／9月21日没

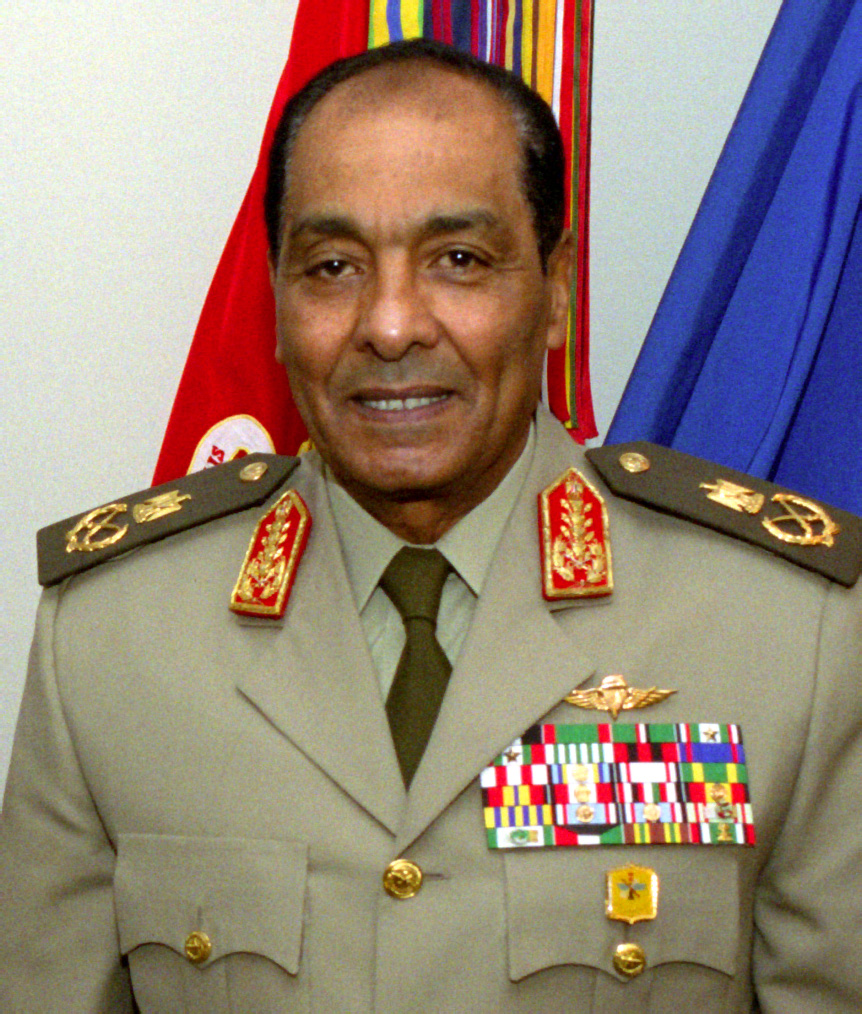
ムハンマド・フセイン・タンターウィー／9月21日没

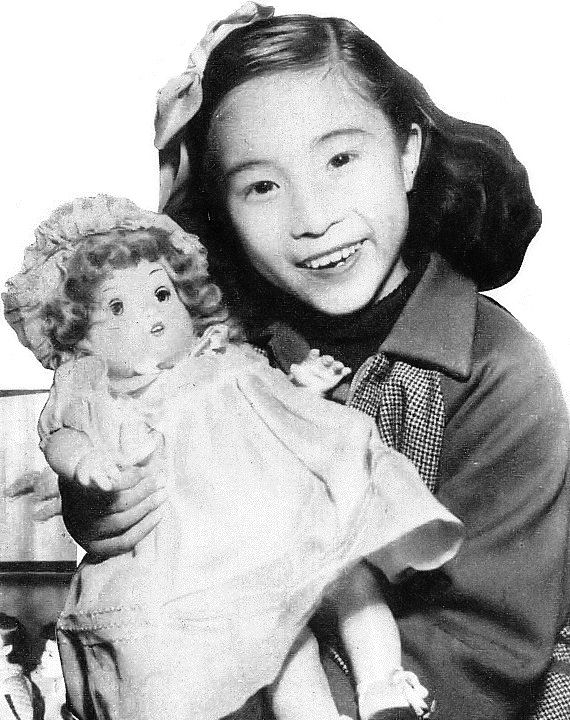
白鳥みづえ／9月21日没

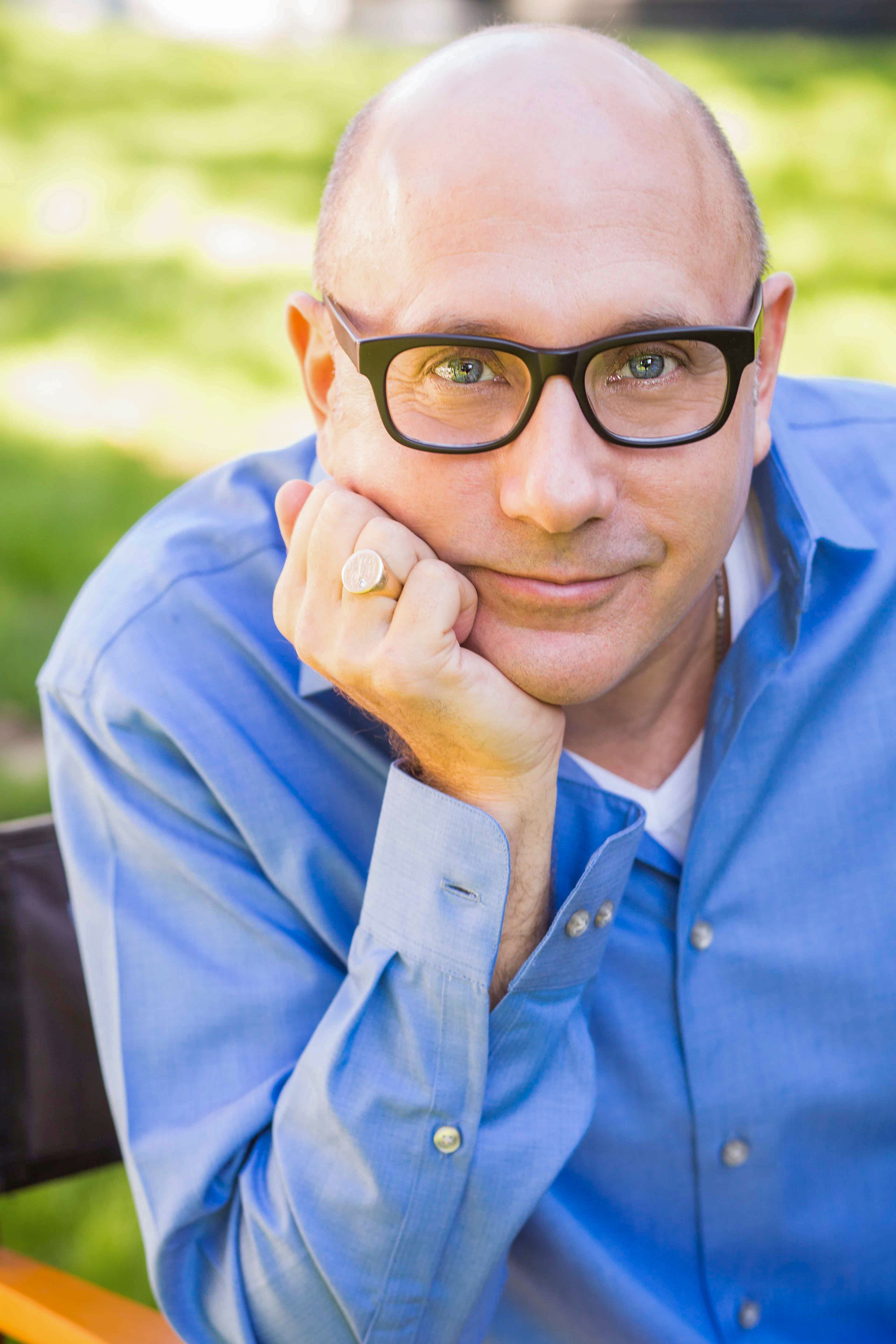
ウィリー・ガーソン／9月21日没

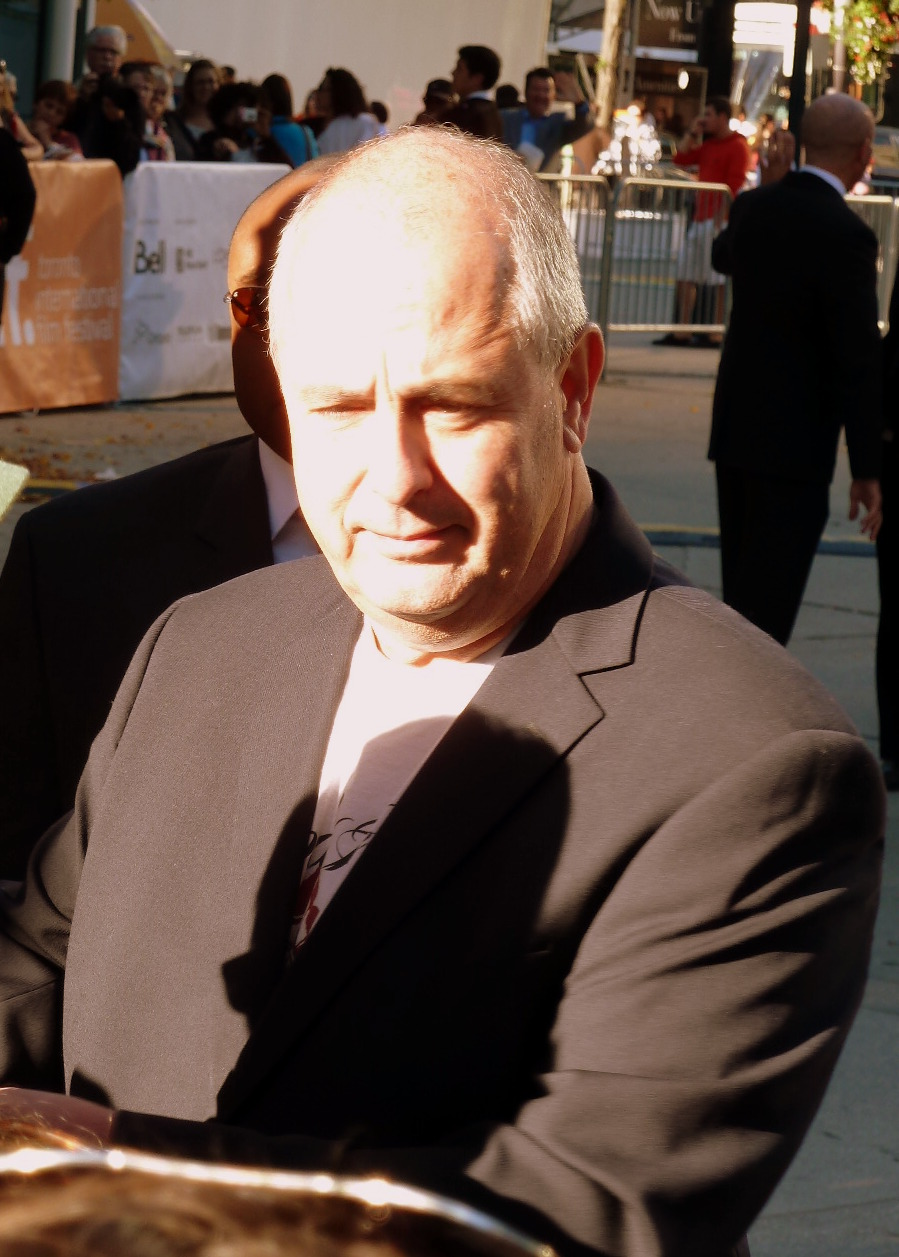
ロジャー・ミッシェル／9月22日没

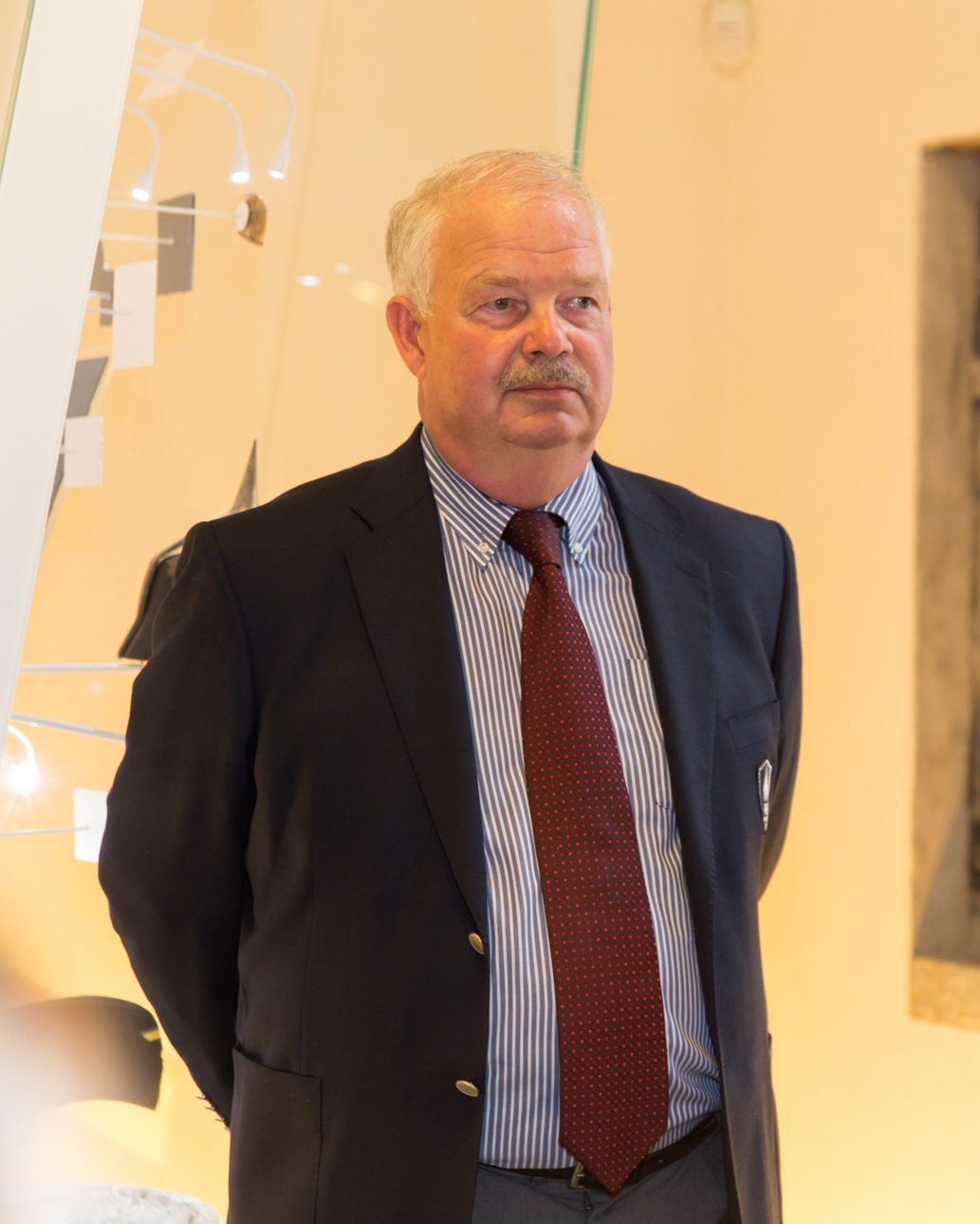
ユーリー・タム／9月22日没

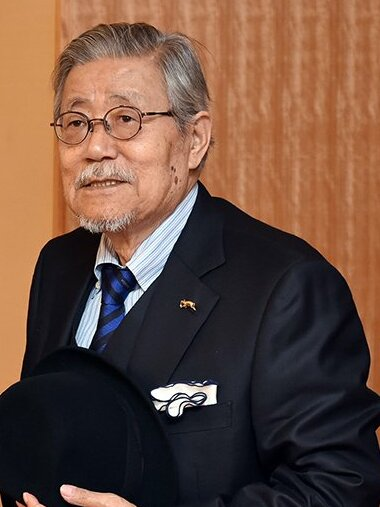
さいとう・たかを／9月24日没

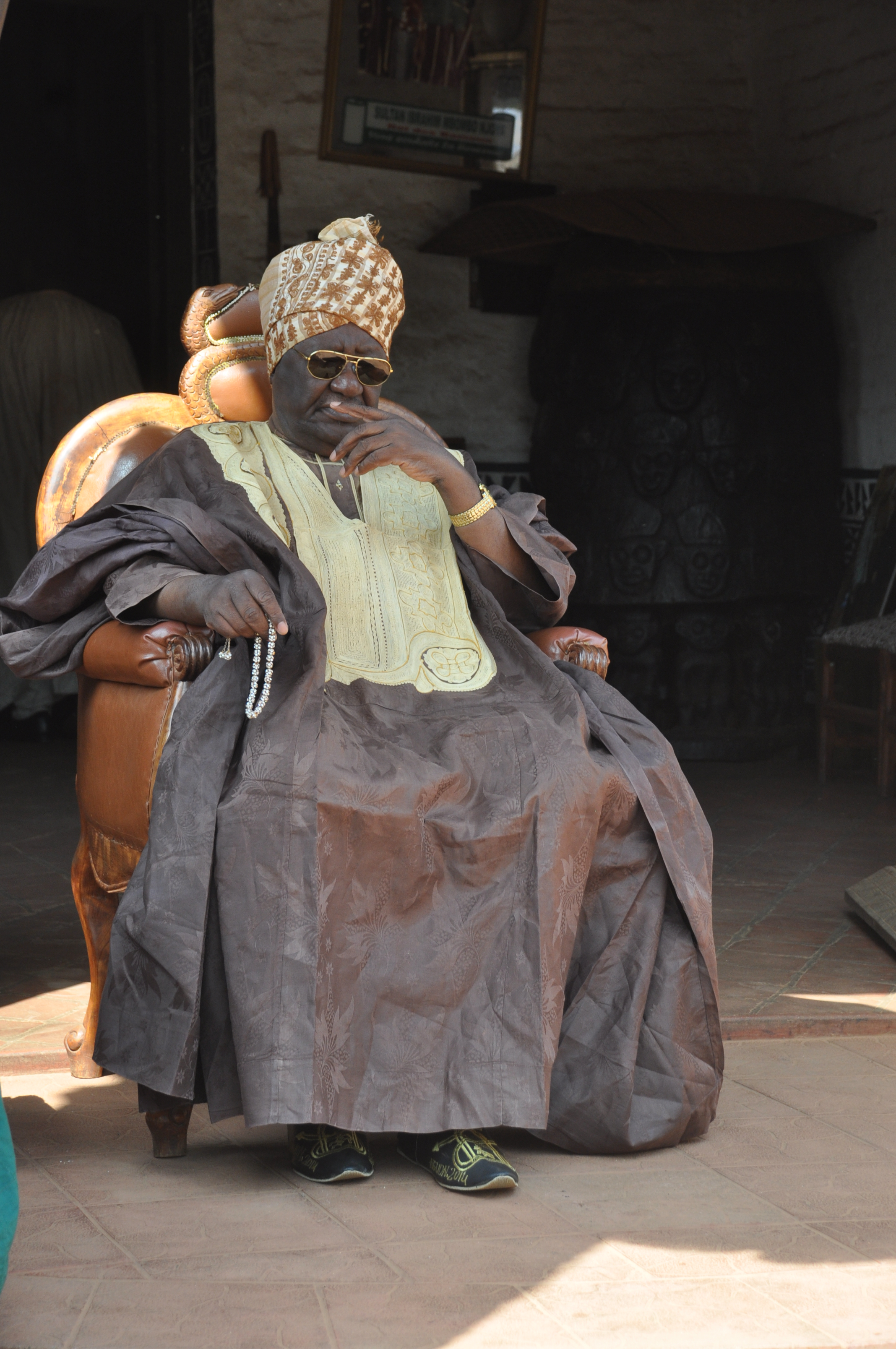
イブラヒム・ボムボ・ジョヤ／9月27日没

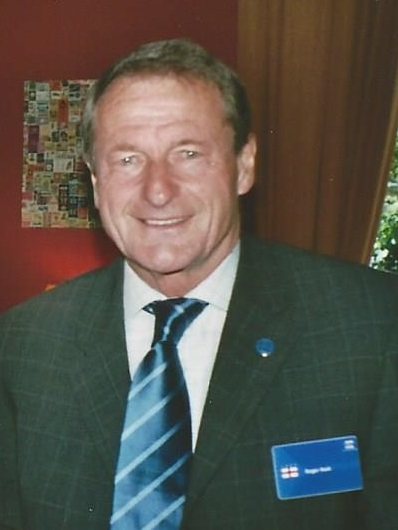
ロジャー・ハント／9月28日没

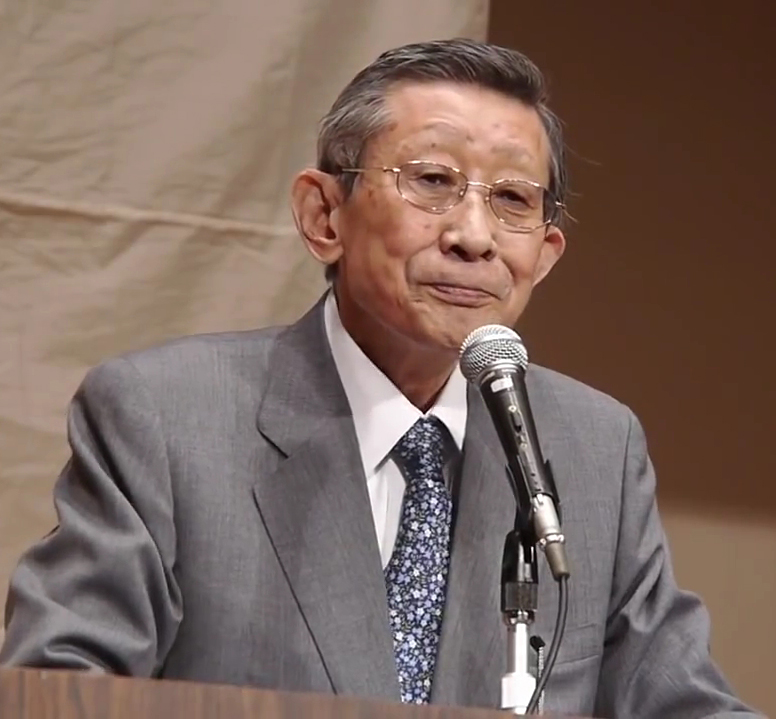
すぎやまこういち／9月30日没

- 9月16日 - ジェーン・パウエル、アメリカ合衆国の女優（* 1929年）[106]
- 9月16日 - 泉田昭、日本の福音派牧師、日本福音同盟初代理事長（* 1931年）[107]
- 9月16日 - クライブ・シンクレア、イギリスの起業家、発明家（* 1940年）[108]
- 9月16日 - カジミール・オイエ・ムバ、ガボンの政治家、第3代首相・外務大臣（* 1942年）[109]
- 9月16日 - ドゥシャン・イヴコヴィッチ（英語版）、セルビアの元バスケットボール選手・指導者、元ユーゴスラビア代表監督（* 1943年）[110]
- 9月16日 - ジョージ・ムラーツ、チェコ出身のジャズベーシスト（* 1944年）[111]
- 9月16日 - ジョン・ラギー、アメリカ合衆国の国際政治学者（* 1944年）[112]
- 9月16日 - ブット・ファン・ドルメン（英語版）、オランダのオートバイレーサー（* 1948年）[113]
- 9月16日 - サイラス・アトパレ（英語版）、パプアニューギニアの政治家、第7代総督（* 1951年）[114]
- 9月16日 - 筒井和義、日本の統合脳科学者、広島大学名誉教授（* 1952年）[115]
- 9月16日 - アドナン・アブ・ワリード・アル＝サフラウィ（英語版）、モロッコのテロリスト、大サハラのIS（英語版）指導者（* 1973年）[116]
- 9月17日 - アルフォンソ・サストレ（英語版）、スペインの劇作家、随筆家、評論家（* 1925年）[117]
- 9月17日 - 長島一成、日本の実業家、元ジャパンエナジー社長（* 1928年）[118]
- 9月17日 - アブデルアジズ・ブーテフリカ、アルジェリアの政治家、第9代大統領（* 1937年）[119]
- 9月17日 - 加藤征史郎、日本の畜産学者、神戸大学名誉教授（* 1939年）[120]
- 9月17日 - 竹下亘、日本の政治家、自由民主党衆議院議員、第3･4代復興大臣、第55代自由民主党総務会長（* 1946年）[121]
- 9月17日 - 上田知華、日本のシンガーソングライター（* 1957年）[122]
- 9月18日 - 河合日出雄、日本の実業家、田中商事創業者（* 1929年）[123]
- 9月18日 - 正司敏江、日本の漫才師、タレント（* 1940年）[124]
- 9月18日 - アンナ・クロミイ、チェコの画家、彫刻家（* 1940年）[125]
- 9月18日 - 木全英一、日本の実業家、元東陽倉庫社長（* 1940年）[126]
- 9月18日 - 勘太郎、日本の漫才師、お笑いコンビ「ホームラン」メンバー（* 1955年）[127]
- 9月18日 - ジョリディ・マトンゴ（英語版）、南アフリカの政治家、ヨハネスブルグ市長（* 1975年）[128]
- 9月18日 - クリス・アンカー・セレンセン、デンマークの自転車競技選手（* 1984年）[129]
- 9月19日 - 江川辰三、日本の曹洞宗僧侶、元曹洞宗管長、總持寺独住第25世貫首（* 1928年）[130]
- 9月19日 - シルヴァーノ・ブッソッティ、イタリアの作曲家、舞台監督（* 1931年）[131]
- 9月19日 - ジミー・グリーブス、イングランドの元サッカー選手、元同国代表（* 1940年）[132]
- 9月19日 - ジョン・シャリス（英語版）、イギリスの俳優（* 1942年）[133]
- 9月19日 - 白井善康、日本の学園経営者、学校法人大阪学院大学前理事長、大阪学院大学前学長（* 1946年）[134]
- 9月19日 - リチャード・バックリー（英語版）、アメリカ合衆国のファッションジャーナリスト（* 1948年）[135]
- 9月19日 - リゲティ・アンドラーシュ（英語版）、ハンガリーのヴァイオリニスト、指揮者（* 1953年）[136]
- 9月20日 - 津金孝邦、日本の書家（* 1929年）[137]
- 9月20日 - ヤン・ジンドラ（英語版）、チェコの元競艇選手、1952年ヘルシンキオリンピック舵手なしフォア金メダリスト（* 1932年）[138]
- 9月20日 - 田原紘、日本のプロゴルファー（* 1942年）[139]
- 9月20日 - 穂坂久仁雄、日本のルポライター（* 1943年）[140]
- 9月20日 - サラ・ダッシュ（英語版）、アメリカ合衆国の歌手、ラベル（英語版）メンバー（* 1945年）[141]
- 9月20日 - クロード・ロンバール（英語版）、ベルギーの歌手（* 1945年）[142]
- 9月21日 - メルヴィン・ヴァン・ピーブルズ、アメリカ合衆国の映画監督（* 1932年）[143]
- 9月21日 - ムハンマド・フセイン・タンターウィー、エジプトの軍人、政治家、元国軍総司令官、国防大臣、副首相（* 1935年）[144]
- 9月21日 - アル・ハリントン（英語版）、サモア出身のアメリカ合衆国の俳優（* 1935年）[145]
- 9月21日 - 白鳥みづえ、日本の歌手（* 1944年）[146]
- 9月21日 - リチャード・H・カーク（英語版）、イギリスの電子音楽ミュージシャン、ソングライター、キャバレー・ヴォルテールメンバー（* 1956年）[147]
- 9月21日 - ウィリー・ガーソン、アメリカ合衆国の俳優（* 1964年）[148]
- 9月21日 - 風間ルミ、日本の元女子プロレスラー、元LLPW代表取締役社長、元女子シュートボクサー、タレント（* 1965年）[149][150]
- 9月21日 - 高原啓、日本のファッションデザイナー（* 1970年?）[151]
- 9月22日 - ボブ・ムーア（英語版）、アメリカ合衆国のベーシスト（* 1932年）[152]
- 9月22日 - ジェイ・サンドリッチ（英語版）、アメリカ合衆国のテレビディレクター（* 1932年）[153]
- 9月22日 - 友田順久、日本の銀行家、実業家、元富士銀行（現みずほ銀行）専務、元芙蓉総合リース社長（* 1939年?）[154]
- 9月22日 - アブデルカデル・ベンサラー、アルジェリアの政治家、元大統領代行、元国民評議会議長（* 1941年）[155]
- 9月22日 - オーランド・マルチネス（英語版）、キューバの元ボクシング選手、1972年ミュンヘンオリンピックバンタム級金メダリスト（* 1944年）[156]
- 9月22日 - 笹倉武久、日本の元競馬調教師、元騎手【日本中央競馬会所属】（* 1945年）[157]
- 9月22日 - ウルフ・ニルソン（英語版）、スウェーデンの児童文学作家（* 1948年）[158]
- 9月22日 - イトー・ターリ、日本のパフォーマンス・アーティスト（* 1951年）[159]
- 9月22日 - ヤン・スタニェンダ（英語版）、ポーランドのヴァイオリニスト、指揮者（* 1953年）[160]
- 9月22日 - ロジャー・ミッシェル、イギリスの映画監督（* 1956年）[161]
- 9月22日 - ユーリー・タム、エストニアの元陸上競技選手、1980年モスクワ・1988年ソウルオリンピックハンマー投げ銅メダリスト【旧ソビエト連邦代表】（* 1957年）[162]
- 9月22日 - 小霜和也、日本のコピーライター、クリエイティブ・ディレクター（* 1962年）[163]
- 9月22日 - エリヤンタ・ホワイト（英語版）、スリランカの祈祷師（* 1973年）[164]
- 9月22日 - 蔭山武史、日本の作家（* 1976年）[165]
- 9月23日 - ニーノ・バッカレラ（英語版）、イタリアのレーシングドライバー（* 1933年）[166]
- 9月23日 - ホルヘ・リベラート・ウロサ・サヴィーノ（英語版）、ベネズエラのカトリック教会神父、枢機卿、元カラカス司教（* 1942年）[167]
- 9月23日 - 八坂保能、日本のプラズマ理工学者、神戸大学名誉教授（* 1950年）[168]
- 9月23日 - 但馬弘、日本の宗教法人理事、真宗大谷派宗務総長、学校法人真宗大谷学園理事長（* 1959年）[169]
- 9月24日 - さいとう・たかを、日本の漫画家、劇画家（* 1936年）[170]
- 9月24日 - 道康二、日本出身のブラジルの建築家（* 1938年）[171]
- 9月24日 - ピー・ウィー・エリス（英語版）、アメリカ合衆国のジャズサックス奏者（* 1941年）[172]
- 9月25日 - 越中哲也、日本の郷土史家（* 1921年）[173]
- 9月25日 - 野村武夫、日本の血液学者、東京医科大学名誉教授（* 1929年）[174]
- 9月25日 - 桜井順、日本の作曲家、作詞家（* 1934年）[175]
- 9月25日 - 佐々木実、日本の生化学者、名古屋市立大学名誉教授（* 1934年）[176]
- 9月25日 - 七田谷まりうす、日本の俳人（* 1940年）[177]
- 9月25日 - テオネスト・バゴソラ（英語版）、ルワンダの元軍人、ルワンダ虐殺主導者の1人（* 1941年）[178]
- 9月25日 - デアン・ベルタ・ビニャーレス（英語版）、スペインのオートバイレーサー（* 2006年）[179]
- 9月25日 - ヒロシ、日本のYouTuber（* 生年非公表）[180]
- 9月26日 - ジョゼ・フレイレ・ファルカオ（英語版）、ブラジルのカトリック神父、枢機卿、元ブラジリア大司教区司教（* 1925年）[181]
- 9月26日 - 岩田正崔、日本の美術館経営者、箱根ガラスの森館長（* 1939年）[182]
- 9月26日 - 石水勲、日本の実業家、石屋製菓名誉会長、北海道コンサドーレ札幌最高顧問（* 1944年）[183]
- 9月26日 - アラン・ランカスター（英語版）、イギリスのベーシスト、ロックバンド「ステイタス・クォー」元メンバー（* 1949年）[184]
- 9月26日 - 辻一憲、日本の政治家、福井県議会議員（* 1965年）[185][186]
- 9月27日 - 伊庭新太郎、日本の洋画家、嵯峨美術大学名誉教授（* 1936年）[187]
- 9月27日 - イブラヒム・ボムボ・ジョヤ、カメルーンの政治家、王族、バムン族（英語版）スルタン（* 1937年）[188]
- 9月27日 - ロジャー・ハント、イングランドの元サッカー選手、元同国代表（* 1938年）[189]
- 9月27日 - デービッド・コマンスキー（英語版）、アメリカ合衆国の実業家、元メリルリンチCEO（* 1939年）[190]
- 9月28日 - 寺川俊昭、日本の仏教学者、大谷大学元学長・名誉教授（* 1928年）[191]
- 9月28日 - エーバーハルト・ユンゲル、ドイツの神学者（* 1934年）[192]
- 9月28日 - カラン・アームストロング（英語版）、アメリカ合衆国のソプラノ歌手（* 1941年）[193]
- 9月28日 - トミー・カーク（英語版）、アメリカ合衆国の俳優（* 1941年）[194]
- 9月28日 - ロニー・スミス（英語版）、アメリカ合衆国のジャズオルガン奏者（* 1942年）[195]
- 9月28日 - バリー・ライアン（英語版）、イギリスの歌手（* 1948年）[196]
- 9月28日 - 七種諭、日本の写真家（* 1959年）[197]
- 9月28日 - 高嶋徹、日本の元プロ野球選手【オリックス・ブルーウェーブ、大阪近鉄バファローズ所属】（* 1970年）[198]
- 9月28日 - フィ・ニュン（英語版）、ベトナム出身のアメリカ合衆国の歌手（* 1972年）[199]
- 9月29日 - アレクサンドレ・ジョゼ・マリア・ドス・サントス（英語版）、モザンビークのカトリック神父、枢機卿、元マプト大司教区司教（* 1924年）[200]
- 9月29日 - ブロニウス・クタヴィチウス（英語版）、リトアニアの作曲家（* 1932年）[201]
- 9月29日 - 三遊亭栄馬、日本の落語家【落語芸術協会所属】（* 1944年）[202]
- 9月29日 - 松田安啓、日本の実業家、愛媛朝日テレビ相談役、前社長、元朝日放送常務（* 1954年）[203][204]
- 9月29日 - ラヴィル・イシヤノフ、ロシア出身のアメリカ合衆国の俳優（* 1962年）[205]
- 9月29日 - フランソワ・ベロブ（英語版）、フランスの元警察官、シリアルキラー（* 1962年）[206]
- 9月29日 - ハイコ（英語版）、アルメニアの歌手（* 1973年）[207]
- 9月29日 - 小川知男、日本の地方公務員、造形作家（* 1974年）[208]
- 9月30日 - 島岡譲、日本の作曲家、音楽学者、音楽理論家（* 1926年）[209]
- 9月30日 - カーライル・フロイド（英語版）、アメリカ合衆国のオペラ作曲家（* 1926年）[210]
- 9月30日 - すぎやまこういち、日本の作曲家（* 1931年）[211][212]
- 9月30日 - グレッグ・ギルバート（英語版）、イギリスのロックミュージシャン、ディレイズ（英語版）メンバー（* 1977年?）[213]

## 没日不明
- 松田秀知、日本のテレビドラマ演出家（* 1950年）[214]